# 青春アドベンチャー
『青春アドベンチャー』（せいしゅんアドベンチャー）は、NHK-FM放送でラジオドラマ（オーディオドラマ）作品を放送するラジオ番組である。

## 放送
番組は1992年4月6日に開始された。現在の放送時間は、毎週月曜日 - 金曜日の21時30分 - 21時45分（15分）。かつては、22時45分 - 23時に本放送が行われていた他、翌週月曜日 - 金曜日の17時45分 - 18時に再放送枠が設定されていたものの、2006年4月7日をもってこの放送時間枠は終了した。
この1週分を単位とした「全5回」、「2週連続・全10回」、「3週連続・全15回」のシリーズ構成が基本となり稀に「4週連続・全20回」に及ぶ大型企画もあるが、逆に15分一回完結作品のオムニバス構成も少なくない。
また、期間を空けて続編が放送されシリーズ化する場合もあり、完結まで10年近くを要した「おいしいコーヒーのいれ方」のような例もある。
2004年・2005年・2008年は年間の新作が10作品を割るなど、本放送枠の半分以上を再放送が占める時代もあったが、2011年以降は新作が増加しこの状況は解消している。
なお、NHK-FMの他番組では祝日などに特別番組 (今日は一日○○三昧など) が編成され通常番組が休止となることが多いものの、「青春アドベンチャー」だけは通常通り放送されることが多い。しかし近年はゴールデンウィークや夏休みの時期に大型企画編成の都合で休止する事がある。加えて年末年始は12月の特定の週に特別番組「バイロイト音楽祭」の放送のため休止となるほか、12月31日と1月1日を含む週も 休止となる。
1993年から2009年にかけては年末に、藤井青銅の一年をふりかえる作品「年忘れ青春アドベンチャー・干支シリーズ」を1週・全5回で放送するのが恒例であった。また、2002年から2011年にかけては年始に、その年の大河ドラマとタイアップした「タイムスリップシリーズ」 を放送することも恒例であった。

### 前身番組
この15分間×平日5日間を基本単位とするフォーマットは前身番組の『アドベンチャーロード』（1985年4月1日から1990年3月23日まで）『サウンド夢工房』（1990年4月2日から1992年4月3日まで） から変わっていない。系譜としては更に、ラジオ第1で放送されていた『連続ラジオ小説』（1978年11月20日から1984年3月16日まで） と『ラジオSFコーナー』（1979年4月2日から1983年9月28日まで）、10分間番組であった『FMアドベンチャー』（1984年4月2日から1985年3月29日まで） まで遡ることができ、その歴史は35年以上に及んでいる。
誤解・混同されやすいが、女性向けのラジオドラマ『ふたりの部屋』（1978年11月20日から1985年3月29日まで） およびその後継番組『カフェテラスのふたり』（1985年4月1日から1988年3月18日まで） は、本稿番組の時間帯 (『カフェテラスのふたり』は22時50分からの10分間) において、『FMアドベンチャー』および『アドベンチャーロード』 (共に21時台の放送) とは全く別個に制作されていた番組である。つまり1980年代中盤、平日夜のNHK-FMは2本立てでオーディオドラマが放送されていた。
なお、前身番組で制作され青春アドベンチャーで再放送された作品もある。

## 作品の傾向
同局のラジオドラマ番組の『FMシアター』や『深夜便小劇場』『新日曜名作座』と比較すると、当番組は若年層リスナーを対象としたエンターテインメント性の強い作品傾向にある (原作にライトノベルや少年少女向け文学作品を多数起用している) が、稀に文芸大作をとり扱い、配役に豪華俳優声優陣を揃えることがある。(江戸川乱歩『黒蜥蜴』など)
放送初期は、小説 (とりわけ、「ハヤカワ文庫」「ソノラマ文庫」「創元推理文庫」などのSF文庫作品) を原作とした冒険、ミステリー作品が中心であった。バイノーラル録音で制作され、「ダミーヘッドアドベンチャー」と呼んで放送された作品も多い。宝塚歌劇団出身者の出演が多いことも特徴のひとつであった。青春アドベンチャーとしての初作品は、谷村志穂原作、東京書籍初版(のちに講談社文庫所収)『十四歳のエンゲージ』(全10回) である。
本屋大賞の入賞作、または投票獲得上位作家の作品を取り上げる事も多い。結果として、同賞をめぐるメディアミックス展開の一翼を担っている。なお、この様な、ある賞の「ノミネート作家に白羽の矢を立てる」「メディアミックスの一翼」という開拓手法は、放送開始当初 (および前身番組時代) からのものであり、他には日本ファンタジーノベル大賞 (特に顕著)、日本SF大賞、星雲賞、このミステリーがすごい!などが挙げられる。
その結果、原作採用した小説等が、追随して映画化・テレビドラマ化・アニメ化される、即ち本番組がメディアミックスで最先行したケースが少なからず発生しており(後述)、上記の開拓手法が一定の成果を挙げている事を示している。
一方で前身番組と比較して原作が存在しないオリジナル脚本の作品も多いことも特徴である。オリジナル脚本作品の割合は年により異なるが、2020年のように新作の半数がオリジナル脚本作品の年もある。

## CD化された作品
青春アドベンチャーに関しては、ごく一部の作品のみではあるがCD化されている。
- 吉田秋生 『BANANA・FISH』三部作
- 寺田憲史 『ダークウィザード 〜甦りし闇の魔導士〜』（ダミーヘッドアドベンチャー）
- 谷登志雄 『邪鬼が来る』
- 田中芳樹 『夏の魔術』

## 舞台化
2022年11月～12月、2023年1月～2月にかけて、宝塚歌劇団星組で、並木陽原作の小説『斜陽の国のルスダン』を元にした
浪漫楽劇『ディミトリ　～曙光に散る、紫の花～』を上演。
主演は礼真琴、舞空瞳。脚本・演出は生田大和。
上記以外にも舞台化された作品が複数ある。

## 作品一覧
再放送を除く。太字は、本番組での制作・放送がメディアミックスにおいて最先行したとみられる作品である。

### 1990年代
| 1992年   | 1992年                       | 1992年                             | 1992年       | 1992年 | 1992年 |
| 開始日   | 作品名                       | 原作・作                           | 原作ジャンル | 話数   |        |
| -------- | ---------------------------- | ---------------------------------- | ------------ | ------ | ------ |
| 4月6日   | 十四歳のエンゲージ           | 谷村志穂                           | 小説         | 全10回 |        |
| 4月20日  | 不良と呼ばれた夏             | 高橋三千綱                         | 小説         | 全10回 |        |
| 5月11日  | 王女アストライア             | 藤本ひとみ                         | 小説         | 全10回 |        |
| 5月25日  | 東京防衛軍                   | よしもとよしとも                   | 漫画         | 全10回 |        |
| 6月8日   | あたしの嫌いな私の声         | 成井豊                             | 小説         | 全10回 |        |
| 6月22日  | 星虫                         | 岩本隆雄                           | 小説         | 全10回 |        |
| 7月6日   | ブラックホール               | 宮崎由香、綾瀬麦彦                 | オリジナル   | 全10回 |        |
| 7月20日  | 超能力はワインの香り         | 藤井青銅                           | 小説         | 全10回 |        |
| 8月3日   | 北壁の死闘                   | ボブ・ラングレー                   | 海外小説     | 全10回 |        |
| 9月7日   | 北村想の怪人二十面相・伝     | 北村想                             | 小説         | 全10回 |        |
| 9月21日  | 都会島のミラージュ           | 寺田憲史                           | オリジナル   | 全10回 |        |
| 10月26日 | マドモアゼル・モーツァルト   | 福山庸治                           | 漫画         | 全10回 |        |
| 11月9日  | ベルサイユのばら・外伝       | 池田理代子                         | 漫画         | 全10回 |        |
| 11月24日 | ロンリー・ランナー           | 喜多嶋隆                           | 小説         | 全9回  |        |
| 12月7日  | アンデルセンの雪の女王       | ハンス・クリスチャン・アンデルセン | 古典         | 全5回  |        |
| 12月14日 | アドベンチャー的五大ニュース | 藤井青銅                           | オリジナル   | 全5回  |        |

| 1993年   | 1993年                       | 1993年                         | 1993年       | 1993年 | 1993年 |
| 開始日   | 作品名                       | 原作・作                       | 原作ジャンル | 話数   |        |
| -------- | ---------------------------- | ------------------------------ | ------------ | ------ | ------ |
| 1月4日   | おしまいの日                 | 新井素子                       | 小説         | 全10回 |        |
| 1月18日  | 五番目のサリー               | ダニエル・キイス               | 海外小説     | 全10回 |        |
| 2月15日  | オズ                         | 樹なつみ                       | 漫画         | 全10回 |        |
| 4月5日   | 夢の木                       | 木根尚登                       | 小説         | 全10回 |        |
| 4月19日  | 猫のゆりかご                 | カート・ヴォネガット・ジュニア | 海外小説     | 全10回 |        |
| 5月10日  | 春休み少年探偵団             | 宗田理                         | 小説         | 全10回 |        |
| 5月24日  | テレヴィジョン・シティ       | 長野まゆみ                     | 小説         | 全10回 |        |
| 6月7日   | ハリーとアキラ               | 辻野臣保                       | オリジナル   | 全5回  |        |
| 6月14日  | ジュラシック・パーク         | マイクル・クライトン           | 海外小説     | 全15回 |        |
| 7月5日   | ふたり                       | 赤川次郎                       | 小説         | 全10回 |        |
| 7月19日  | スフィア                     | マイクル・クライトン           | 海外小説     | 全10回 |        |
| 8月16日  | ブルボンの封印               | 藤本ひとみ                     | 小説         | 全15回 |        |
| 9月6日   | くたばれ！ビジネスボーグ     | 草上仁                         | 小説         | 全10回 |        |
| 9月20日  | 武蔵野蹴球団                 | 木根尚登                       | 小説         | 全10回 |        |
| 10月4日  | ザ・マンボスパイズ           | マキノノゾミ                   | オリジナル   | 全5回  |        |
| 11月1日  | 草上仁のミラクルワールド     | 草上仁                         | 小説         | 全4回  |        |
| 11月8日  | 都立高校独立国               | 首藤剛志                       | 小説         | 全10回 |        |
| 12月6日  | サンタクロースが歌ってくれた | 成井豊                         | 小説         | 全10回 |        |
| 12月20日 | 我輩は犬である               | 藤井青銅                       | オリジナル   | 全5回  |        |

| 1994年   | 1994年                     | 1994年                               | 1994年       | 1994年 | 1994年 |
| 開始日   | 作品名                     | 原作・作                             | 原作ジャンル | 話数   |        |
| -------- | -------------------------- | ------------------------------------ | ------------ | ------ | ------ |
| 1月3日   | アドリア海の復讐           | ジュール・ヴェルヌ                   | 古典         | 全15回 |        |
| 1月24日  | 紅はこべ                   | バロネス・オルツィ                   | 古典         | 全15回 |        |
| 2月14日  | 少年探検隊                 | 池内紀                               | その他       | 全10回 |        |
| 4月4日   | 霧隠れ雲隠れ               | 三田誠広                             | 小説         | 全10回 |        |
| 4月18日  | エンジェルス・エッグ       | 村山由佳                             | 小説         | 全10回 |        |
| 5月9日   | 平成トム・ソーヤー         | 原田宗典                             | 小説         | 全10回 |        |
| 5月23日  | BANANA・FISH               | 吉田秋生                             | 漫画         | 全10回 |        |
| 6月27日  | 昔、火星のあった場所       | 北野勇作                             | 小説         | 全10回 |        |
| 7月11日  | ウォッチャーズ             | D・R・クーンツ                       | 海外小説     | 全15回 |        |
| 8月15日  | あの夜が知っている         | R・D・ツィマーマン                   | 海外小説     | 全10回 |        |
| 8月29日  | アナスタシア・シンドローム | メアリ・H・クラーク                  | 海外小説     | 全10回 |        |
| 9月26日  | アリアドニの遁走曲         | コニー・ウィリス＆シンシア・フェリス | 海外小説     | 全10回 |        |
| 10月11日 | バイオレンス・ジャック     | 永井豪                               | 漫画         | 全9回  |        |
| 10月24日 | 笑う20世紀                 | 藤井青銅                             | 小説         | 全9回  |        |
| 11月7日  | カルパチア綺想曲           | 田中芳樹                             | 小説         | 全10回 |        |
| 12月5日  | レディ・スティンガー       | クレイグ・スミス                     | 海外小説     | 全10回 |        |
| 12月19日 | イノシシが来た             | 藤井青銅                             | オリジナル   | 全5回  |        |

| 1995年   | 1995年                                       | 1995年                      | 1995年       | 1995年 | 1995年 |
| 開始日   | 作品名                                       | 原作・作                    | 原作ジャンル | 話数   |        |
| -------- | -------------------------------------------- | --------------------------- | ------------ | ------ | ------ |
| 1月4日   | 三銃士                                       | アレクサンドル・デュマ      | 古典         | 全13回 |        |
| 1月30日  | リプレイ                                     | ケン・グリムウッド          | 海外小説     | 全10回 |        |
| 2月13日  | 吸血鬼ドラキュラ                             | ブラム・ストーカー          | 古典         | 全10回 |        |
| 2月27日  | せいけつ教育委員会ホイホイ                   | 村田基                      | 小説         | 全5回  |        |
| 3月6日   | オーバー・ザ・ハポン〜空の彼方（かなた）へ〜 | 伊佐治弥生                  | オリジナル   | 全5回  |        |
| 4月3日   | 魔法の王国売ります ランドオーヴァーPart1     | テリー・ブルックス          | 海外小説     | 全10回 |        |
| 4月17日  | エヴァが目ざめるとき                         | ピーター・ディッキンソン    | 海外小説     | 全10回 |        |
| 5月1日   | ヴァーチャル・ガール                         | メイミー・トムスン          | 海外小説     | 全10回 |        |
| 5月15日  | 秘密の友人                                   | アンドリュー・クラヴァン    | 海外小説     | 全10回 |        |
| 6月12日  | BANANA・FISH パート2                         | 吉田秋生                    | 漫画         | 全10回 |        |
| 6月26日  | BANANA・FISH パート3                         | 吉田秋生                    | 漫画         | 全10回 |        |
| 7月24日  | 盗まれた街                                   | ジャック・フィニィ          | 海外小説     | 全10回 |        |
| 8月7日   | アルジャーノンに花束を                       | ダニエル・キイス            | 海外小説     | 全10回 |        |
| 8月14日  | 優しすぎて、怖い                             | ジョイ・フィールディング    | 海外小説     | 全10回 |        |
| 8月28日  | 夏への扉                                     | ロバート・A・ハインライン   | 海外小説     | 全10回 |        |
| 9月11日  | 魔術師の大失敗 ランドオーヴァーPart3         | テリー・ブルックス          | 海外小説     | 全10回 |        |
| 9月25日  | イッセー尾形劇場・凡庸の極み                 | 近藤峰子、柴田喜幸          | オリジナル   | 全10回 |        |
| 10月9日  | 踊る黄金像                                   | ドナルド・E・ウェストレイク | 海外小説     | 全10回 |        |
| 11月20日 | ウエディング・ウォーズ                       | 草上仁                      | 小説         | 全10回 |        |
| 12月4日  | 笑う20世紀 Part2                             | 藤井青銅                    | オリジナル   | 全5回  |        |
| 12月11日 | ねずみのチュー告                             | 藤井青銅                    | オリジナル   | 全5回  |        |

| 1996年   | 1996年                                 | 1996年                      | 1996年       | 1996年 | 1996年 |
| 開始日   | 作品名                                 | 原作・作                    | 原作ジャンル | 話数   |        |
| -------- | -------------------------------------- | --------------------------- | ------------ | ------ | ------ |
| 1月4日   | ロビンフッドの冒険                     | ハワード・パイル            | 海外小説     | 全7回  |        |
| 1月15日  | モンテ・クリスト伯                     | アレクサンドル・デュマ      | 古典         | 全15回 |        |
| 2月5日   | 二役は大変！                           | ドナルド・E・ウェストレイク | 海外小説     | 全10回 |        |
| 2月19日  | 新・夢十夜                             | 二木美希子 他               | オリジナル   | 全10回 |        |
| 4月1日   | お父さんの会社                         | 草上仁                      | 小説         | 全10回 |        |
| 4月29日  | ダーク・ウィザード〜蘇りし闇の魔導士〜 | 寺田憲史                    | 小説         | 全5回  |        |
| 5月20日  | ブラジルから来た少年                   | アイラ・レヴィン            | 海外小説     | 全10回 |        |
| 7月15日  | 青の時間                               | 薄井ゆうじ                  | 小説         | 全10回 |        |
| 7月29日  | 精神分析ゲーム                         | バチヤ・グール              | 海外小説     | 全10回 |        |
| 8月12日  | 時間泥棒                               | ジェイムズ・P・ホーガン     | 海外小説     | 全5回  |        |
| 8月19日  | 黒いユニコーン ランドオーヴァーPart3   | テリー・ブルックス          | 海外小説     | 全10回 |        |
| 9月2日   | 大魔王の逆襲 ランドオーヴァーPart4     | テリー・ブルックス          | 海外小説     | 全15回 |        |
| 9月23日  | イッセー尾形のたゆたう人々             | イッセー尾形                | 小説         | 全10回 |        |
| 10月7日  | 嘘じゃないんだ                         | ドナルド・E・ウェストレイク | 海外小説     | 全10回 |        |
| 10月21日 | 笑う20世紀 パート3                     | 藤井青銅                    | オリジナル   | 全10回 |        |
| 12月2日  | 今夜は眠れない                         | 宮部みゆき                  | 小説         | 全10回 |        |
| 12月16日 | モー！いいかげんにして！               | 藤井青銅                    | オリジナル   | 全5回  |        |

| 1997年   | 1997年                                       | 1997年                   | 1997年       | 1997年 | 1997年 |
| 開始日   | 作品名                                       | 原作・作                 | 原作ジャンル | 話数   |        |
| -------- | -------------------------------------------- | ------------------------ | ------------ | ------ | ------ |
| 1月6日   | おいしいコーヒーのいれ方Ⅰ 〜キスまでの距離〜 | 村山由佳                 | 小説         | 全5回  |        |
| 1月13日  | おいしいコーヒーのいれ方Ⅱ 〜僕らの夏〜       | 村山由佳                 | 小説         | 全5回  |        |
| 2月3日   | 記憶の城                                     | 大田淳子 他              | オリジナル   | 全10回 |        |
| 3月31日  | 邪鬼が来る                                   | 谷登志雄                 | 小説         | 全10回 |        |
| 4月14日  | P                                            | 木根尚登                 | 小説         | 全10回 |        |
| 4月28日  | 天体議会〜プラネット・ブルー〜               | 長野まゆみ               | 小説         | 全5回  |        |
| 5月5日   | 家族ホテル                                   | 内海隆一郎               | 小説         | 全10回 |        |
| 5月19日  | 星の感触                                     | 薄井ゆうじ               | 小説         | 全10回 |        |
| 6月2日   | 夏の魔術                                     | 田中芳樹                 | 小説         | 全10回 |        |
| 6月16日  | 笑う20世紀 パート4                           | 藤井青銅                 | オリジナル   | 全10回 |        |
| 6月30日  | ロスト・ワールド                             | アーサー・コナン・ドイル | 古典         | 全10回 |        |
| 7月14日  | 顔に降りかかる雨                             | 桐野夏生                 | 小説         | 全10回 |        |
| 8月4日   | 少年H                                        | 妹尾河童                 | 小説         | 全20回 |        |
| 9月1日   | 日常生活の冒険                               | 北野勇作                 | オリジナル   | 全5回  |        |
| 9月8日   | 完璧な涙                                     | 神林長平                 | 小説         | 全10回 |        |
| 9月22日  | イッセー尾形のたまゆら日記                   | イッセー尾形             | 小説         | 全10回 |        |
| 10月6日  | 夢にも思わない                               | 宮部みゆき               | 小説         | 全10回 |        |
| 10月20日 | フルネルソン                                 | 永倉万治                 | 小説         | 全10回 |        |
| 11月3日  | 新宿鮫・氷舞                                 | 大沢在昌                 | 小説         | 全10回 |        |
| 12月8日  | おいしいコーヒーのいれ方Ⅲ 〜彼女の朝〜       | 村山由佳                 | 小説         | 全5回  |        |
| 12月15日 | タイガーにしなさい！                         | 藤井青銅                 | オリジナル   | 全5回  |        |

| 1998年   | 1998年                                   | 1998年               | 1998年       | 1998年 | 1998年 |
| 開始日   | 作品名                                   | 原作・作             | 原作ジャンル | 話数   |        |
| -------- | ---------------------------------------- | -------------------- | ------------ | ------ | ------ |
| 1月5日   | 虹を操る少年                             | 東野圭吾             | 小説         | 全10回 |        |
| 2月2日   | 嘘の誘惑                                 | 富永智紀 他          | オリジナル   | 全10回 |        |
| 2月16日  | 電気女護島〜エレクトリック・レディランド | 藤本有紀             | オリジナル   | 全10回 |        |
| 3月30日  | 着陸拒否                                 | ジョン・Ｊ・ナンス   | 海外小説     | 全10回 |        |
| 4月13日  | オペレーション太陽（ソル）               | 小池潤               | 小説         | 全10回 |        |
| 4月27日  | 天使のリール                             | 喜多嶋隆             | 小説         | 全10回 |        |
| 5月11日  | 少年漂流伝                               | 松本雄吉             | オリジナル   | 全10回 |        |
| 6月8日   | Meg                                      | スティーブ・オルテン | 海外小説     | 全10回 |        |
| 6月22日  | 分身                                     | 東野圭吾             | 小説         | 全15回 |        |
| 7月13日  | タイム・リーパー                         | 大原まり子           | 小説         | 全10回 |        |
| 7月27日  | 笑う20世紀 パート5                       | 藤井青銅             | オリジナル   | 全5回  |        |
| 8月3日   | 封神演義                                 | 訳：安能務           | 古典         | 全20回 |        |
| 8月31日  | 路地裏のエイリアン                       | 北野勇作             | オリジナル   | 全10回 |        |
| 9月28日  | レッドレイン                             | 柴田よしき           | 小説         | 全10回 |        |
| 10月12日 | ゲノム・ハザード                         | 司城志朗             | 小説         | 全10回 |        |
| 10月26日 | 夢源氏剣祭文                             | 小池一夫             | 漫画         | 全10回 |        |
| 11月23日 | ぼくは勉強ができない                     | 山田詠美             | 小説         | 全10回 |        |
| 12月21日 | 「卯」の音も出ない！                     | 藤井青銅             | オリジナル   | 全5回  |        |

| 1999年   | 1999年                                   | 1999年                 | 1999年       | 1999年 | 1999年 |
| 開始日   | 作品名                                   | 原作・作               | 原作ジャンル | 話数   |        |
| -------- | ---------------------------------------- | ---------------------- | ------------ | ------ | ------ |
| 1月4日   | 海賊モア船長の遍歴                       | 多島斗志之             | 小説         | 全20回 |        |
| 2月1日   | 悪戯の楽園                               | さわだみきお 他        | オリジナル   | 全10回 |        |
| 2月15日  | 蒲生邸事件                               | 宮部みゆき             | 小説         | 全10回 |        |
| 3月29日  | カラフル                                 | 森絵都                 | 小説         | 全10回 |        |
| 4月12日  | しゃべれどもしゃべれども                 | 佐藤多佳子             | 小説         | 全15回 |        |
| 5月3日   | 名馬 風の王                              | マーゲライト・ヘンリー | 海外小説     | 全5回  |        |
| 5月31日  | 魔女たちのたそがれ                       | 赤川次郎               | 小説         | 全10回 |        |
| 6月28日  | 笑う世紀末探偵                           | 藤井青銅               | オリジナル   | 全10回 |        |
| 7月26日  | おいしいコーヒーのいれ方Ⅳ 〜雪の降る音〜 | 村山由佳               | 小説         | 全5回  |        |
| 8月2日   | 封神演義 第2部 朝廷軍の逆襲              | 訳：安能務             | 古典         | 全20回 |        |
| 8月30日  | 鬼の橋                                   | 伊藤遊                 | 小説         | 全10回 |        |
| 9月13日  | トリガー                                 | 霞田志郎               | 小説         | 全10回 |        |
| 11月8日  | 狩人たち                                 | 薄井ゆうじ             | 小説         | 全10回 |        |
| 11月22日 | 不思議屋百貨店                           | 北阪昌人 他            | オリジナル   | 全10回 |        |
| 12月6日  | オルガニスト                             | 山之口洋               | 小説         | 全10回 |        |
| 12月20日 | 辰のお年頃                               | 藤井青銅               | オリジナル   | 全5回  |        |

### 2000年代
| 2000年   | 2000年                  | 2000年        | 2000年       | 2000年 | 2000年 |
| 開始日   | 作品名                  | 原作・作      | 原作ジャンル | 話数   |        |
| -------- | ----------------------- | ------------- | ------------ | ------ | ------ |
| 1月31日  | マジック・タイム        | 二木美希子 他 | オリジナル   | 全10回 |        |
| 2月14日  | 小惑星美術館            | 寮美千子      | 小説         | 全10回 |        |
| 2月28日  | エデン2185              | 竹宮恵子      | 漫画         | 全10回 |        |
| 3月13日  | これは王国のかぎ        | 荻原規子      | 小説         | 全15回 |        |
| 4月3日   | 愛のふりかけ            | 草上仁        | 小説         | 全10回 |        |
| 4月17日  | バッテリー              | あさのあつこ  | 小説         | 全10回 |        |
| 5月15日  | エンジェル              | 石田衣良      | 小説         | 全10回 |        |
| 5月29日  | 二の悲劇                | 法月綸太郎    | 小説         | 全10回 |        |
| 8月7日   | 封神演義 第3部 易姓革命 | 訳：安能務    | 古典         | 全20回 |        |
| 10月2日  | 踊る21世紀              | 藤井青銅      | オリジナル   | 全10回 |        |
| 10月16日 | 不思議屋旅行代理店      | 今井雅子 他   | オリジナル   | 全10回 |        |
| 10月30日 | イカロスの誕生日        | 小川一水      | 小説         | 全10回 |        |
| 12月18日 | 2001年巳年の旅          | 藤井青銅      | オリジナル   | 全5回  |        |

| 2001年   | 2001年                                   | 2001年             | 2001年       | 2001年 | 2001年 |
| 開始日   | 作品名                                   | 原作・作           | 原作ジャンル | 話数   |        |
| -------- | ---------------------------------------- | ------------------ | ------------ | ------ | ------ |
| 2月6日   | 5DROPS                                   | 橋本信之 他        | オリジナル   | 全10回 |        |
| 2月19日  | おいしいコーヒーのいれ方 V〜緑の午後〜   | 村山由佳           | 小説         | 全10回 |        |
| 3月6日   | ジャガーになった男                       | 佐藤賢一           | 小説         | 全10回 |        |
| 3月19日  | 645〜大化の改新・青春記〜                | ウォーリー木下     | オリジナル   | 全10回 |        |
| 4月2日   | ダブル・キャスト                         | 高畑京一郎         | 小説         | 全10回 |        |
| 4月16日  | 見習い魔女にご用心 ランドオーヴァーPart5 | テリー・ブルックス | 海外小説     | 全10回 |        |
| 5月14日  | イーシャの舟                             | 岩本隆雄           | 小説         | 全10回 |        |
| 5月28日  | 仮想の騎士                               | 斉藤直子           | 小説         | 全10回 |        |
| 7月9日   | 踊る21世紀 Part2                         | 藤井青銅           | オリジナル   | 全5回  |        |
| 7月16日  | 不思議屋博物館                           | 原田裕文 他        | オリジナル   | 全15回 |        |
| 9月3日   | 窓辺には夜の歌                           | 田中芳樹           | 小説         | 全10回 |        |
| 9月17日  | 王の眠る丘                               | 牧野修             | 小説         | 全10回 |        |
| 10月1日  | 永遠の森・博物館惑星                     | 菅浩江             | 小説         | 全10回 |        |
| 10月29日 | オルファクトグラム                       | 井上夢人           | 小説         | 全10回 |        |
| 12月17日 | ひょうたんから‘午'                       | 藤井青銅 他        | オリジナル   | 全5回  |        |

| 2002年   | 2002年                                  | 2002年             | 2002年       | 2002年 | 2002年 |
| 開始日   | 作品名                                  | 原作・作           | 原作ジャンル | 話数   |        |
| -------- | --------------------------------------- | ------------------ | ------------ | ------ | ------ |
| 1月7日   | カレーライフ                            | 竹内真             | 小説         | 全15回 |        |
| 1月28日  | エドモンたちの島                        | 福田卓郎           | オリジナル   | 全10回 |        |
| 2月18日  | 私の告白                                | さわだみきお 他    | 小説         | 全10回 |        |
| 3月18日  | バルト海の復讐                          | 田中芳樹           | 小説         | 全10回 |        |
| 4月1日   | ネガティブハッピー・チェーンソーエッヂ  | 滝本竜彦           | 小説         | 全10回 |        |
| 4月15日  | しゃばけ                                | 畠中恵             | 小説         | 全10回 |        |
| 5月13日  | ザ･ワンダーボーイ                       | ポール・オースター | 海外小説     | 全15回 |        |
| 6月3日   | 翼はいつまでも                          | 川上健一           | 小説         | 全10回 |        |
| 6月17日  | 南の島のティオ                          | 池澤夏樹           | 小説         | 全10回 |        |
| 7月15日  | アクアリウムの夜                        | 稲生平太郎         | 小説         | 全10回 |        |
| 7月29日  | スウィート・アンダーグラウンド          | ウォーリー木下     | オリジナル   | 全10回 |        |
| 10月7日  | カラマーゾフの森                        | 岩松了、高橋陽一郎 | オリジナル   | 全10回 |        |
| 10月21日 | おいしいコーヒーのいれ方VI 〜遠い背中〜 | 村山由佳           | 小説         | 全10回 |        |
| 11月18日 | 不思議屋薬品店                          | 北阪昌人 他        | オリジナル   | 全10回 |        |
| 12月16日 | 迷えるお未年                            | 藤井青銅           | オリジナル   | 全5回  |        |

| 2003年   | 2003年                                   | 2003年                 | 2003年       | 2003年 | 2003年 |
| 開始日   | 作品名                                   | 原作・作               | 原作ジャンル | 話数   |        |
| -------- | ---------------------------------------- | ---------------------- | ------------ | ------ | ------ |
| 1月20日  | 妖異金瓶梅                               | 山田風太郎             | 小説         | 全10回 |        |
| 2月17日  | 女王の百年密室                           | 森博嗣                 | 小説         | 全10回 |        |
| 3月3日   | サウンド・ドライブ                       | さわだみきお 他        | オリジナル   | 全10回 |        |
| 3月31日  | レヴォリューションNO.3                   | 金城一紀               | 小説         | 全10回 |        |
| 5月19日  | 聖杯伝説                                 | 篠田真由美             | 小説         | 全10回 |        |
| 7月7日   | 海辺の王国                               | ロバート・ウェストール | 海外小説     | 全10回 |        |
| 7月21日  | 光の島                                   | 尾瀬あきら             | 漫画         | 全10回 |        |
| 8月4日   | DIVE!!                                   | 森絵都                 | 小説         | 全20回 |        |
| 9月8日   | 不思議屋不動産                           | 山本むつみ 他          | オリジナル   | 全10回 |        |
| 11月17日 | おいしいコーヒーのいれ方 VII〜坂の途中〜 | 村山由佳               | 小説         | 全5回  |        |
| 12月1日  | インテリア・ライフ                       | さわだみきお 他        | オリジナル   | 全10回 |        |
| 12月15日 | 申（さる）モノにござる                   | 藤井青銅               | オリジナル   | 全5回  |        |

| 2004年   | 2004年                 | 2004年                           | 2004年       | 2004年 | 2004年 |
| 開始日   | 作品名                 | 原作・作                         | 原作ジャンル | 話数   |        |
| -------- | ---------------------- | -------------------------------- | ------------ | ------ | ------ |
| 1月5日   | タイムスリップ明治維新 | 鯨統一郎                         | 小説         | 全10回 |        |
| 2月9日   | 赤と黒 第1部           | スタンダール                     | 小説         | 全15回 |        |
| 3月29日  | しゃばけ2              | 畠中恵                           | 小説         | 全10回 |        |
| 4月12日  | オーデュボンの祈り     | 伊坂幸太郎                       | 小説         | 全10回 |        |
| 6月28日  | 赤と黒 第2部           | スタンダール                     | 古典         | 全15回 |        |
| 8月2日   | スピリット・リング     | ロイス・マクマスター・ビジョルド | 海外小説     | 全15回 |        |
| 8月23日  | 渚にて                 | 久世光彦                         | 小説         | 全10回 |        |
| 11月15日 | ミヨリの森             | 小田ひで次                       | 漫画         | 全10回 |        |
| 12月20日 | 今夜はバードいこう!    | 藤井青銅                         | オリジナル   | 全5回  |        |

| 2005年   | 2005年                 | 2005年                             | 2005年       | 2005年 | 2005年 |
| 開始日   | 作品名                 | 原作・作                           | 原作ジャンル | 話数   |        |
| -------- | ---------------------- | ---------------------------------- | ------------ | ------ | ------ |
| 1月3日   | タイムスリップ源平合戦 | (原案)鯨統一郎、(脚本)山本雄史     | オリジナル   | 全10回 |        |
| 2月14日  | 不思議屋貿易商         | 山本むつみ 他                      | オリジナル   | 全10回 |        |
| 2月28日  | 家守綺譚               | 梨木香歩                           | 小説         | 全10回 |        |
| 3月28日  | G戦場ヘヴンズドア      | 日本橋ヨヲコ                       | 漫画         | 全10回 |        |
| 6月6日   | 穴（HOLES）            | ルイス・サッカー                   | 海外小説     | 全10回 |        |
| 7月18日  | 迷宮百年の睡魔         | 森博嗣                             | 小説         | 全10回 |        |
| 11月14日 | アクア・ライフ         | 芳崎洋子 他                        | オリジナル   | 全10回 |        |
| 12月12日 | 5つの贈りもの          | (原作)パール・バック、(作)井出真理 | 海外小説     | 全5回  |        |
| 12月19日 | 来年こそはワン!だふる  | 藤井青銅                           | オリジナル   | 全5回  |        |

| 2006年   | 2006年                                      | 2006年                         | 2006年       | 2006年 | 2006年 |
| 開始日   | 作品名                                      | 原作・作                       | 原作ジャンル | 話数   |        |
| -------- | ------------------------------------------- | ------------------------------ | ------------ | ------ | ------ |
| 1月9日   | タイムスリップ戦国時代                      | (原案)鯨統一郎、(脚本)山本雄史 | オリジナル   | 全10回 |        |
| 2月20日  | 垂直の記憶                                  | 山野井泰史                     | 小説         | 全5回  |        |
| 2月27日  | 風神秘抄                                    | 荻原規子                       | 小説         | 全15回 |        |
| 3月20日  | 不思議屋図書館                              | 安形眞司 他                    | オリジナル   | 全10回 |        |
| 4月3日   | プラハの春                                  | 春江一也                       | 小説         | 全15回 |        |
| 5月8日   | 太陽の簒奪者                                | 野尻抱介                       | 小説         | 全10回 |        |
| 5月22日  | あでやかな落日                              | 逢坂剛                         | 小説         | 全10回 |        |
| 6月19日  | 金春屋ゴメス                                | 西條奈加                       | 小説         | 全10回 |        |
| 7月10日  | ウォーターマン                              | 松久淳 他                      | 小説         | 全10回 |        |
| 7月24日  | 風になった男                                | 飯嶋和一                       | 小説         | 全10回 |        |
| 8月7日   | 精霊の守り人                                | 上橋菜穂子                     | 小説         | 全10回 |        |
| 10月2日  | ベルリンの秋                                | 春江一也                       | 小説         | 全15回 |        |
| 10月30日 | 死神の精度                                  | 伊坂幸太郎                     | 小説         | 全5回  |        |
| 11月6日  | ドラマ 古事記〜神代篇〜                     | 市川森一                       | オリジナル   | 全10回 |        |
| 11月20日 | おいしいコーヒーのいれ方 メモリーズ         | 村山由佳                       | 小説         | 全10回 |        |
| 12月4日  | おいしいコーヒーのいれ方 VIII〜優しい秘密〜 | 村山由佳                       | 小説         | 全5回  |        |
| 12月11日 | おいしいコーヒーのいれ方 IX〜聞きたい言葉〜 | 村山由佳                       | 小説         | 全5回  |        |
| 12月18日 | おいしいコーヒーのいれ方 X〜夢のあとさき〜  | 村山由佳                       | 小説         | 全5回  |        |

| 2007年   | 2007年                               | 2007年                         | 2007年           | 2007年 | 2007年 |
| 開始日   | 作品名                               | 原作・作                       | 原作ジャンル     | 話数   |        |
| -------- | ------------------------------------ | ------------------------------ | ---------------- | ------ | ------ |
| 1月8日   | タイムスリップ川中島                 | (原案)鯨統一郎、(脚本)山本雄史 | オリジナル       | 全10回 |        |
| 1月22日  | ハッピーバースデー                   | 青木和雄、吉富多美             | 小説             | 全5回  |        |
| 1月29日  | 僕たちの戦争                         | 荻原浩                         | 小説             | 全10回 |        |
| 2月19日  | 不思議屋料理店                       | 中村比香 他                    | オリジナル       | 全10回 |        |
| 3月5日   | 尾張春風伝                           | 清水義範                       | 小説             | 全10回 |        |
| 4月16日  | 闇の守り人                           | 上橋菜穂子                     | 小説             | 全10回 |        |
| 5月14日  | 一瞬の風になれ                       | 佐藤多佳子                     | 小説             | 全10回 |        |
| 6月11日  | 冷凍人間の復活                       | 小金丸大和                     | オリジナル       | 全5回  |        |
| 6月18日  | ラジオの前で                         | 北阪昌人                       | オリジナル       | 全10回 |        |
| 8月6日   | 哲ねこ七つの冒険                     | 飯野真澄                       | 小説             | 全10回 |        |
| 9月10日  | 押入れのちよ                         | 荻原浩                         | 小説             | 全5回  |        |
| 10月29日 | ボディ・ライフ                       | 樋口美友喜 他                  | オリジナル       | 全10回 |        |
| 11月12日 | ナンバー・ライフ                     | サカイヒロト 他                | オリジナル       | 全10回 |        |
| 11月26日 | 闘う女。〜そんな私のこんな生きかた〜 | 下関崇子                       | ノンフィクション | 全10回 |        |
| 12月17日 | 俵のねずみがマウスでチュー！         | 藤井青銅                       | オリジナル       | 全5回  |        |

| 2008年   | 2008年                         | 2008年                     | 2008年       | 2008年 | 2008年 |
| 開始日   | 作品名                         | 原作・作                   | 原作ジャンル | 話数   |        |
| -------- | ------------------------------ | -------------------------- | ------------ | ------ | ------ |
| 2月4日   | ロズウェルなんか知らない       | 篠田節子                   | 小説         | 全10回 |        |
| 3月17日  | ゼンダ城の虜                   | アンソニー・ホープ         | 古典         | 全10回 |        |
| 7月7日   | バスパニック                   | 塚本隆文                   | オリジナル   | 全5回  |        |
| 8月11日  | らせん階段                     | エセル・リナ・ホワイト     | 海外小説     | 全10回 |        |
| 9月15日  | ラジオ・キラー                 | セバスチャン・フィツェック | 海外小説     | 全15回 |        |
| 11月3日  | 有頂天家族                     | 森見登美彦                 | 小説         | 全10回 |        |
| 11月17日 | バードケージ 一億円を使いきれ! | 清水義範                   | 小説         | 全10回 |        |
| 12月15日 | モー、ギュゥー!っとして        | 藤井青銅                   | オリジナル   | 全5回  |        |

| 2009年   | 2009年                 | 2009年                   | 2009年       | 2009年 | 2009年 |
| 開始日   | 作品名                 | 原作・作                 | 原作ジャンル | 話数   |        |
| -------- | ---------------------- | ------------------------ | ------------ | ------ | ------ |
| 1月19日  | 世界でたったひとりの子 | アレックス・シアラー     | 海外小説     | 全10回 |        |
| 3月16日  | ふたつの剣             | 早瀬利之                 | 小説         | 全10回 |        |
| 4月6日   | 碧眼の反逆児 天草四郎  | 松原誠                   | 小説         | 全5回  |        |
| 5月11日  | 黒蜥蜴                 | 江戸川乱歩               | 小説         | 全5回  |        |
| 6月15日  | ごくらくちんみ         | 杉浦日向子               | 小説         | 全5回  |        |
| 7月13日  | 失われた地平線         | ジェームズ・ヒルトン     | 海外小説     | 全10回 |        |
| 8月24日  | スカラムーシュ         | ラファエル・サバティーニ | 海外小説     | 全15回 |        |
| 10月26日 | ゴー・ゴー!チキンズ    | 藤井青銅                 | オリジナル   | 全10回 |        |
| 11月23日 | プリンセス・トヨトミ   | 万城目学                 | 小説         | 全10回 |        |
| 12月14日 | 燃えよ虎の子           | 藤井青銅                 | オリジナル   | 全5回  |        |

### 2010年代
| 2010年   | 2010年                                 | 2010年             | 2010年       | 2010年 | 2010年 |
| 開始日   | 作品名                                 | 原作・作           | 原作ジャンル | 話数   |        |
| -------- | -------------------------------------- | ------------------ | ------------ | ------ | ------ |
| 1月25日  | なぞタクシーに乗って…                  | いしいしんじ       | 小説         | 全5回  |        |
| 2月1日   | 終末のフール                           | 伊坂幸太郎         | 小説         | 全10回 |        |
| 3月1日   | マナカナの大阪LOVERS                   | 青山花累 他        | オリジナル   | 全10回 |        |
| 4月5日   | 黄金仮面                               | 江戸川乱歩         | 小説         | 全10回 |        |
| 5月3日   | ヤッさん                               | 原宏一             | 小説         | 全10回 |        |
| 6月7日   | 移動都市                               | フィリップ・リーヴ | 海外小説     | 全10回 |        |
| 7月26日  | ゴー・ゴー!チキンズ パート2            | 藤井青銅           | オリジナル   | 全10回 |        |
| 9月20日  | 神去なあなあ日常                       | 三浦しをん         | 小説         | 全10回 |        |
| 10月18日 | サマルカンド年代記                     | アミン・マアルーフ | 海外小説     | 全10回 |        |
| 11月22日 | ゼンダ城の虜〜完結編〜 ヘンツォ伯爵    | アンソニー・ホープ | 古典         | 全10回 |        |
| 12月20日 | 神南の母（ママ）の備忘録（メモワール） | 阿部美佳 他        | オリジナル   | 全4回  |        |

| 2011年   | 2011年                                          | 2011年                         | 2011年       | 2011年 | 2011年 |
| 開始日   | 作品名                                          | 原作・作                       | 原作ジャンル | 話数   |        |
| -------- | ----------------------------------------------- | ------------------------------ | ------------ | ------ | ------ |
| 1月10日  | タイムスリップ大坂の陣                          | (原案)鯨統一郎、(脚本)山本雄史 | オリジナル   | 全10回 |        |
| 1月24日  | サバイバル                                      | さいとう・たかを               | 漫画         | 全10回 |        |
| 2月21日  | フランケンシュタイン                            | メアリ・シェリー               | 古典         | 全10回 |        |
| 3月7日   | マナカナの大阪WORKERS                           | 福井ちひろ 他                  | オリジナル   | 全4回  |        |
| 4月4日   | 小袖日記                                        | 柴田よしき                     | 小説         | 全10回 |        |
| 5月2日   | ごくらくちんみ                                  | 杉浦日向子                     | 小説         | 全5回  |        |
| 5月30日  | 魔岩伝説                                        | 荒山徹                         | 小説         | 全15回 |        |
| 6月20日  | 鏡の偽乙女〜薄紅雪華紋様〜                      | 朱川湊人                       | 小説         | 全10回 |        |
| 7月18日  | スーツケース・キッド〜バイバイ わたしのおうち〜 | ジャクリーン・ウィルソン       | 海外小説     | 全5回  |        |
| 7月25日  | ほろびた国の旅                                  | 三木卓                         | 小説         | 全5回  |        |
| 8月1日   | 珊瑚の島の夢                                    | 伊佐治弥生                     | オリジナル   | 全5回  |        |
| 8月22日  | マナカナの大阪WORKERS                           | 福井ちひろ 他                  | オリジナル   | 全10回 |        |
| 9月5日   | 五つの夢                                        | 前原研一 他                    | オリジナル   | 全5回  |        |
| 9月26日  | 放課後はミステリーとともに                      | 東川篤哉                       | 小説         | 全10回 |        |
| 10月31日 | 家電の極意                                      | おのゆうき 他                  | オリジナル   | 全10回 |        |
| 11月14日 | 砂漠の歌姫                                      | 村山早紀                       | 小説         | 全10回 |        |
| 11月28日 | 三匹のおっさん                                  | 有川浩                         | 小説         | 全10回 |        |
| 12月19日 | なくしたものたちの国                            | 角田光代                       | 小説         | 全5回  |        |

| 2012年   | 2012年               | 2012年         | 2012年       | 2012年 | 2012年 |
| 開始日   | 作品名               | 原作・作       | 原作ジャンル | 話数   |        |
| -------- | -------------------- | -------------- | ------------ | ------ | ------ |
| 1月9日   | レディ・パイレーツ   | セリア・リーズ | 海外小説     | 全20回 |        |
| 2月6日   | 魔術師               | 江戸川乱歩     | 小説         | 全10回 |        |
| 3月12日  | 屋上デモクラシー     | 高羽彩         | オリジナル   | 全10回 |        |
| 3月26日  | 私の彼はポアンカレー | 鹿目由紀       | オリジナル   | 全5回  |        |
| 4月30日  | ピエタ               | 大島真寿美     | 小説         | 全10回 |        |
| 5月14日  | カラー・ライフ       | 吉田小夏 他    | オリジナル   | 全10回 |        |
| 6月18日  | 蜩ノ記               | 葉室麟         | 小説         | 全10回 |        |
| 7月16日  | 見かけの二重星       | つばな         | 漫画         | 全5回  |        |
| 7月23日  | 月蝕島の魔物         | 田中芳樹       | 小説         | 全10回 |        |
| 8月27日  | 幻想郵便局           | 堀川アサコ     | 小説         | 全10回 |        |
| 9月24日  | 二分間の冒険         | 岡田淳         | 小説         | 全10回 |        |
| 10月8日  | 氷山の南             | 池澤夏樹       | 小説         | 全15回 |        |
| 11月19日 | 海に降る             | 朱野帰子       | 小説         | 全10回 |        |
| 12月10日 | やけっぱちのマリア   | 手塚治虫       | 漫画         | 全10回 |        |

| 2013年   | 2013年                                         | 2013年                 | 2013年           | 2013年 | 2013年 |
| 開始日   | 作品名                                         | 原作・作               | 原作ジャンル     | 話数   |        |
| -------- | ---------------------------------------------- | ---------------------- | ---------------- | ------ | ------ |
| 1月7日   | 1985年のクラッシュ・ギャルズ                   | 柳澤健                 | ノンフィクション | 全10回 |        |
| 1月21日  | 髑髏城の花嫁                                   | 田中芳樹               | 小説             | 全10回 |        |
| 2月4日   | 新・動物園物語                                 | 伊佐治弥生 他          | オリジナル       | 全10回 |        |
| 2月25日  | DINER（ダイナー）                              | 平山夢明               | 小説             | 全10回 |        |
| 3月11日  | 光                                             | 道尾秀介               | 小説             | 全10回 |        |
| 4月1日   | 泥の子と狭い家の物語〜魔女と私の七〇日間戦争〜 | オカモト國ヒコ         | オリジナル       | 全10回 |        |
| 4月29日  | ヘウレーカ                                     | 岩明均                 | 漫画             | 全5回  |        |
| 5月6日   | シュレミールと小さな潜水艦                     | 斉藤洋                 | 小説             | 全5回  |        |
| 6月3日   | 恋愛映画は選ばない                             | 吉野万理子             | 小説             | 全10回 |        |
| 7月1日   | ツングース特命隊                               | 山田正紀               | 小説             | 全10回 |        |
| 7月22日  | 世界の終わりの魔法使い                         | 西島大介               | 漫画             | 全10回 |        |
| 8月26日  | リテイク・シックスティーン                     | 豊島ミホ               | 小説             | 全15回 |        |
| 9月30日  | エイレーネーの瞳 シンドバッド23世の冒険        | 小前亮                 | 小説             | 全10回 |        |
| 10月28日 | 僕たちの宇宙船                                 | 樋口ミユ               | オリジナル       | 全10回 |        |
| 11月25日 | いまはむかし〜竹取異聞〜                       | 安澄加奈               | 小説             | 全15回 |        |
| 12月16日 | クリスマス・キャロル                           | チャールズ・ディケンズ | 古典             | 全10回 |        |

| 2014年   | 2014年                                         | 2014年       | 2014年       | 2014年 | 2014年 |
| 開始日   | 作品名                                         | 原作・作     | 原作ジャンル | 話数   |        |
| -------- | ---------------------------------------------- | ------------ | ------------ | ------ | ------ |
| 1月6日   | 93番目のキミ                                   | 山田悠介     | 小説         | 全10回 |        |
| 1月20日  | 獅子の城塞                                     | 佐々木譲     | 小説         | 全10回 |        |
| 2月17日  | 機械仕掛けの愛                                 | 業田良家     | 漫画         | 全10回 |        |
| 2月24日  | 秘密の花園                                     | 仲井美樹 他  | オリジナル   | 全5回  |        |
| 3月3日   | 幻坂                                           | 有栖川有栖   | 小説         | 全10回 |        |
| 3月17日  | あなたがいる場所                               | 沢木耕太郎   | 小説         | 全10回 |        |
| 3月31日  | 旅猫リポート                                   | 有川浩       | 小説         | 全10回 |        |
| 5月12日  | 放課後はミステリーとともに『探偵部への挑戦状』 | 東川篤哉     | 小説         | 全10回 |        |
| 5月26日  | 小惑星2162DSの謎                               | 林譲治       | 小説         | 全5回  |        |
| 6月2日   | 鷲の歌                                         | 海音寺潮五郎 | 小説         | 全15回 |        |
| 7月21日  | 白狐魔記 源平の風                              | 斉藤洋       | 小説         | 全5回  |        |
| 9月8日   | 砂漠の王子とタンムズの樹                       | 足立明       | 小説         | 全10回 |        |
| 9月29日  | 白狐魔記 蒙古の波                              | 斉藤洋       | 小説         | 全10回 |        |
| 10月27日 | さいごの毛布                                   | 近藤史恵     | 小説         | 全10回 |        |
| 11月10日 | あたたかい水の出るところ                       | 木地雅映子   | 小説         | 全10回 |        |
| 12月15日 | びりっかすの神さま                             | 岡田淳       | 小説         | 全5回  |        |

| 2015年   | 2015年                     | 2015年                     | 2015年       | 2015年 | 2015年 |
| 開始日   | 作品名                     | 原作・作                   | 原作ジャンル | 話数   |        |
| -------- | -------------------------- | -------------------------- | ------------ | ------ | ------ |
| 1月5日   | 予言村の転校生             | 堀川アサコ                 | 小説         | 全10回 |        |
| 1月19日  | 白狐魔記 洛中の火          | 斉藤洋                     | 小説         | 全10回 |        |
| 2月2日   | ニコイナ食堂               | 樋口ミユ                   | オリジナル   | 全10回 |        |
| 2月16日  | ニコルの塔                 | 小森香折                   | 小説         | 全10回 |        |
| 3月2日   | know〜知っている           | 野﨑まど                   | 小説         | 全10回 |        |
| 3月16日  | カモメに飛ぶことを教えた猫 | ルイス・セプルベダ         | 海外小説     | 全5回  |        |
| 3月23日  | 夜叉ヶ池で見つけた命       | 西脇良典                   | オリジナル   | 全5回  |        |
| 4月13日  | チョウたちの時間           | 山田正紀                   | 小説         | 全10回 |        |
| 4月27日  | 吸血鬼                     | 江戸川乱歩                 | 小説         | 全10回 |        |
| 6月1日   | スタープレイヤー           | 恒川光太郎                 | 小説         | 全10回 |        |
| 6月29日  | フラワー・ライフ           | 仲井美樹 他                | オリジナル   | 全10回 |        |
| 7月13日  | 人喰い大熊と火縄銃の少女   | オカモト國ヒコ             | オリジナル   | 全10回 |        |
| 8月24日  | 白狐魔記 戦国の雲          | 斉藤洋                     | 小説         | 全10回 |        |
| 9月21日  | 双子島の秘密               | 原田裕文                   | オリジナル   | 全10回 |        |
| 10月5日  | アグリーガール             | ジョイス・キャロル・オーツ | 海外小説     | 全10回 |        |
| 11月2日  | シブちゃん                 | 香取俊介、田中渉           | 小説         | 全10回 |        |
| 11月30日 | スペース・マシン           | クリストファー・プリースト | 海外小説     | 全10回 |        |
| 12月14日 | タランの白鳥               | 神沢利子                   | 小説         | 全5回  |        |

| 2016年   | 2016年                     | 2016年                     | 2016年       | 2016年 | 2016年 |
| 開始日   | 作品名                     | 原作・作                   | 原作ジャンル | 話数   |        |
| -------- | -------------------------- | -------------------------- | ------------ | ------ | ------ |
| 1月11日  | 昨日の海は                 | 近藤史恵                   | 小説         | 全10回 |        |
| 2月1日   | 走れ歌鉄！                 | 今井雅子                   | オリジナル   | 全10回 |        |
| 2月29日  | 晴れたらいいね             | 藤岡陽子                   | 小説         | 全10回 |        |
| 3月14日  | クラバート                 | オトフリート・プロイスラー | 海外小説     | 全15回 |        |
| 4月6日   | 白狐魔記 天草の霧          | 斉藤洋                     | 小説         | 全10回 |        |
| 5月2日   | 逢沢りく                   | ほしよりこ                 | 漫画         | 全10回 |        |
| 5月30日  | 七帝柔道記                 | 増田俊也                   | 小説         | 全10回 |        |
| 6月27日  | 1492年のマリア             | 西垣通                     | 小説         | 全10回 |        |
| 7月18日  | オリガ・モリソヴナの反語法 | 米原万里                   | 小説         | 全15回 |        |
| 8月22日  | 夢巻                       | 田丸雅智                   | 小説         | 全5回  |        |
| 9月5日   | エド魔女奇譚               | 小林克彰                   | オリジナル   | 全10回 |        |
| 9月19日  | 雨にもまけず粗茶一服       | 松村栄子                   | 小説         | 全10回 |        |
| 10月17日 | あなたに似た自画像         | 新井まさみ 他              | オリジナル   | 全10回 |        |
| 11月14日 | 文学少年と運命の書         | 渡辺仙州                   | 小説         | 全10回 |        |
| 12月5日  | 白狐魔記 元禄の雪          | 斉藤洋                     | 小説         | 全10回 |        |

| 2017年   | 2017年                 | 2017年                 | 2017年       | 2017年 | 2017年 |
| 開始日   | 作品名                 | 原作・作               | 原作ジャンル | 話数   |        |
| -------- | ---------------------- | ---------------------- | ------------ | ------ | ------ |
| 1月9日   | ちいさなちいさな王様   | アクセル・ハッケ       | 海外小説     | 全5回  |        |
| 1月30日  | 帝冠の恋               | 須賀しのぶ             | 小説         | 全10回 |        |
| 2月27日  | つばき、時跳び         | 梶尾真治               | 小説         | 全10回 |        |
| 3月13日  | UFOはもう来ない        | 山本弘                 | 小説         | 全10回 |        |
| 3月27日  | 青春離婚               | 紅玉いづき             | 小説         | 全5回  |        |
| 4月3日   | タイムライダーズ       | アレックス・スカロウ   | 海外小説     | 全10回 |        |
| 5月8日   | きりしたん算用記       | 遠藤寛子               | 小説         | 全5回  |        |
| 5月29日  | あおなり道場始末       | 葉室麟                 | 小説         | 全10回 |        |
| 6月26日  | エヴリシング・フロウズ | 津村記久子             | 小説         | 全10回 |        |
| 7月24日  | 金魚姫                 | 荻原浩                 | 小説         | 全10回 |        |
| 8月11日  | 斜陽の国のルスダン     | 並木陽                 | 小説         | 全5回  |        |
| 8月28日  | また、桜の国で         | 須賀しのぶ             | 小説         | 全15回 |        |
| 10月2日  | 風の向こうへ駆け抜けろ | 古内一絵               | 小説         | 全10回 |        |
| 10月16日 | 水晶宮の死神           | 田中芳樹               | 小説         | 全10回 |        |
| 11月13日 | 天下城                 | 佐々木譲               | 小説         | 全10回 |        |
| 12月18日 | クリスマスの幽霊       | ロバート・ウェストール | 海外小説     | 全5回  |        |

| 2018年  | 2018年                  | 2018年                   | 2018年       | 2018年 | 2018年 |
| 開始日  | 作品名                  | 原作・作                 | 原作ジャンル | 話数   |        |
| ------- | ----------------------- | ------------------------ | ------------ | ------ | ------ |
| 1月8日  | 月下花伝 時の橋を駆けて | 越水利江子               | 小説         | 全5回  |        |
| 1月29日 | 毒見師イレーナ          | マリア・V・スナイダー    | 海外小説     | 全15回 |        |
| 2月19日 | ハリネズミの願い        | トーン・テレヘン         | 海外小説     | 全5回  |        |
| 3月5日  | カーミラ                | シェリダン・レ・ファニュ | 古典         | 全5回  |        |
| 3月12日 | 時砂の王                | 小川一水                 | 小説         | 全10回 |        |
| 3月26日 | メゾン・ド・関ケ原      | 西村有加                 | オリジナル   | 全5回  |        |
| 4月2日  | 王妃の帰還              | 柚木麻子                 | 小説         | 全10回 |        |
| 5月7日  | 蒼のファンファーレ      | 古内一絵                 | 小説         | 全10回 |        |
| 6月4日  | 夜露姫                  | みなと菫                 | 小説         | 全10回 |        |
| 7月2日  | さよなら、田中さん      | 鈴木るりか               | 小説         | 全5回  |        |
| 7月23日 | 火喰鳥 羽州ぼろ鳶組     | 今村翔吾                 | 小説         | 全10回 |        |
| 8月20日 | なにわ純情ナイトメア    | 蔭岡翔                   | オリジナル   | 全10回 |        |
| 8月27日 | 暁のハルモニア          | 並木陽                   | オリジナル   | 全10回 |        |
| 9月10日 | カムパネルラ            | 山田正紀                 | 小説         | 全10回 |        |
| 10月8日 | 武揚伝                  | 佐々木譲                 | 小説         | 全15回 |        |
| 11月5日 | ギルとエンキドゥ        | 樋口ミユ                 | オリジナル   | 全10回 |        |

| 2019年   | 2019年                                    | 2019年               | 2019年       | 2019年 | 2019年 |
| 開始日   | 作品名                                    | 原作・作             | 原作ジャンル | 話数   |        |
| -------- | ----------------------------------------- | -------------------- | ------------ | ------ | ------ |
| 1月7日   | タイムライダーズ 紀元前6500万年からの逆襲 | アレックス・スカロウ | 海外小説     | 全10回 |        |
| 1月21日  | 夢みるゴシック それは怪奇なセレナーデ     | 木原敏江             | 漫画         | 全5回  |        |
| 2月11日  | 北海タイムス物語                          | 増田俊也             | 小説         | 全10回 |        |
| 2月25日  | 夜のストーリーボックス                    | 葉月けめこ 他        | オリジナル   | 全5回  |        |
| 3月4日   | 日本のヤバい女の子                        | はらだ有彩           | 小説         | 全5回  |        |
| 3月11日  | 高天原探題                                | 三島浩司             | 小説         | 全10回 |        |
| 3月25日  | ロロ・ジョングランの歌声                  | 松村美香             | 小説         | 全5回  |        |
| 4月1日   | 河童の記憶                                | 東憲司               | オリジナル   | 全10回 |        |
| 4月29日  | 夢みるゴシック それは常世のレクイエム     | 木原敏江             | 漫画         | 全5回  |        |
| 5月27日  | 手をつないだまま さくらんぼの館で         | 令丈ヒロ子           | 小説         | 全10回 |        |
| 7月1日   | ディス・イズ・ザ・デイ                    | 津村記久子           | 小説         | 全5回  |        |
| 7月29日  | ベルリン1989                              | 古川健               | オリジナル   | 全10回 |        |
| 8月19日  | 元中学生日記                              | 鹿目由紀             | オリジナル   | 全10回 |        |
| 9月16日  | 夜哭烏 羽州ぼろ鳶組                       | 今村翔吾             | 小説         | 全10回 |        |
| 10月14日 | 僕たちはもう帰りたい                      | さわぐちけいすけ     | 小説         | 全5回  |        |
| 10月21日 | 紺碧のアルカディア                        | 並木陽               | オリジナル   | 全10回 |        |
| 11月11日 | あずかりやさん                            | 大山淳子             | 小説         | 全5回  |        |
| 12月2日  | ぱきゅん                                  | 木皿泉               | オリジナル   | 全10回 |        |

### 2020年代
| 2020年   | 2020年                            | 2020年                | 2020年       | 2020年 | 2020年 |
| 開始日   | 作品名                            | 原作・作              | 原作ジャンル | 話数   |        |
| -------- | --------------------------------- | --------------------- | ------------ | ------ | ------ |
| 1月6日   | 時めがね金沢うた絵巻              | まきりか              | オリジナル   | 全10回 |        |
| 1月20日  | 鷲は舞い降りた                    | ジャック・ヒギンズ    | 海外小説     | 全10回 |        |
| 2月3日   | イレーナの帰還                    | マリア・V・スナイダー | 海外小説     | 全20回 |        |
| 3月9日   | ハプスブルクの宝剣                | 藤本ひとみ            | 小説         | 全20回 |        |
| 4月6日   | 阪堺電車177号の追憶               | 山本功次              | 小説         | 全10回 |        |
| 4月20日  | 00-03 都より愛をこめて            | 藤井青銅              | オリジナル   | 全10回 |        |
| 5月18日  | ベルリンは晴れているか            | 深緑野分              | 小説         | 全10回 |        |
| 7月6日   | ストーリーボックス ザ・トーキョー | 黒瀬ゆか 他           | オリジナル   | 全10回 |        |
| 7月27日  | 悠久のアンダルス                  | 並木陽                | オリジナル   | 全10回 |        |
| 8月31日  | 隠しの国                          | 東憲司                | オリジナル   | 全15回 |        |
| 9月28日  | ウィッグ取ったらただの人          | 伊勢直弘              | オリジナル   | 全5回  |        |
| 10月19日 | 鬼煙管 羽州ぼろ鳶組               | 今村翔吾              | 小説         | 全10回 |        |
| 11月16日 | レディ・トラベラー1920            | 小林雄次              | オリジナル   | 全10回 |        |
| 12月21日 | ＜あの絵＞のまえで                | 原田マハ              | 小説         | 全5回  |        |

| 2021年   | 2021年                                         | 2021年                             | 2021年       | 2021年 | 2021年 |
| 開始日   | 作品名                                         | 原作・作                           | 原作ジャンル | 話数   |        |
| -------- | ---------------------------------------------- | ---------------------------------- | ------------ | ------ | ------ |
| 1月4日   | 輪廻転Payうた絵巻                              | まきりか                           | オリジナル   | 全10回 |        |
| 1月18日  | シンクホール                                   | 中澤香織 他                        | オリジナル   | 全10回 |        |
| 2月1日   | 負け犬たちのミッドナイト・バス                 | (原案)サレンダー橋本、(脚本)蔭岡翔 | オリジナル   | 全10回 |        |
| 3月1日   | 谷川俊太郎の詩と旅する ことのはワンダーランド  | 樋口ミユ                           | オリジナル   | 全10回 |        |
| 3月15日  | イッツ・ア・ビューティフルワールド             | 今城文恵                           | オリジナル   | 全10回 |        |
| 3月29日  | 当面の間、変身します                           | 櫻井智也 他                        | オリジナル   | 全5回  |        |
| 4月5日   | アゴラ69 ～僕らの詩（うた）～                  | 吉村ゆう                           | オリジナル   | 全10回 |        |
| 5月3日   | 嘘か真か                                       | 井上悠介 池谷雅夫                  | オリジナル   | 全5回  |        |
| 5月10日  | ヨコハマ・ジャスミンホテル                     | 吉田小夏                           | オリジナル   | 全10回 |        |
| 6月7日   | 浮遊霊ブラジル                                 | 津村記久子                         | 小説         | 全5回  |        |
| 6月28日  | 女だてら                                       | 諸田玲子                           | 小説         | 全15回 |        |
| 8月16日  | 1848                                           | 並木陽                             | オリジナル   | 全15回 |        |
| 9月20日  | 人工心臓                                       | (原案)小酒井不木、(作)長谷川彩     | オリジナル   | 全5回  |        |
| 10月11日 | ソラのスケッチブック                           | 門前日和 他                        | オリジナル   | 全5回  |        |
| 11月1日  | ピーチ・ガイ～ハリウッド・リメイク『桃太郎』～ | 藤井青銅                           | オリジナル   | 全10回 |        |
| 11月15日 | 菩薩花 羽州ぼろ鳶組                            | 今村翔吾                           | 小説         | 全10回 |        |
| 11月29日 | 黒十字の魔女 ヴィクトリア朝怪奇冒険譚外伝      | (原案)田中芳樹、(脚本)菊地百恵     | オリジナル   | 全10回 |        |
| 12月20日 | 世界から歌が消える前に                         | 今井雅子                           | オリジナル   | 全5回  |        |

| 2022年   | 2022年                         | 2022年      | 2022年       | 2022年 | 2022年 |
| 開始日   | 作品名                         | 原作・作    | 原作ジャンル | 話数   |        |
| -------- | ------------------------------ | ----------- | ------------ | ------ | ------ |
| 1月10日  | 柳生非情剣                     | 隆慶一郎    | 小説         | 全5回  |        |
| 1月17日  | 六人の嘘つきな大学生           | 浅倉秋成    | 小説         | 全10回 |        |
| 2月7日   | かがみ池のからくり             | 松村武      | オリジナル   | 全10回 |        |
| 2月21日  | ウブヒメ                       | 今城文恵    | オリジナル   | 全10回 |        |
| 3月7日   | 鷗外 青春診療録控 千住に吹く風 | 山崎光夫    | 小説         | 全10回 |        |
| 3月21日  | カナコと加奈子のやり直し       | 額賀澪      | 小説         | 全5回  |        |
| 4月11日  | 四捨五入殺人事件               | 井上ひさし  | 小説         | 全5回  |        |
| 5月9日   | かおる、ストーリーボックス     | 美野洋平 他 | オリジナル   | 全5回  |        |
| 5月23日  | 青髭公の五番目の花嫁           | 吉田小夏    | オリジナル   | 全10回 |        |
| 6月20日  | 黒い瞳のボヘミアン             | 山谷典子    | オリジナル   | 全10回 |        |
| 7月11日  | 優しい死神の飼い方             | 知念実希人  | 小説         | 全10回 |        |
| 8月1日   | あたふたオペラ「からめん」     | 萩田頌豊与  | オリジナル   | 全5回  |        |
| 8月29日  | 軽業師タチアナと大帝の娘       | 並木陽      | オリジナル   | 全15回 |        |
| 9月19日  | 滅びの前のシャングリラ         | 凪良ゆう    | 小説         | 全10回 |        |
| 10月17日 | 夢胡蝶～羽州ぼろ鳶組           | 今村翔吾    | 小説         | 全10回 |        |
| 11月7日  | 白銀騎士団 シルバー・ナイツ    | 田中芳樹    | 小説         | 全10回 |        |
| 12月5日  | まるみちゃんとうさぎくん       | 大前粟生    | 小説         | 全5回  |        |

| 2023年   | 2023年                            | 2023年                   | 2023年       | 2023年 | 2023年 |
| 開始日   | 作品名                            | 原作・作                 | 原作ジャンル | 話数   |        |
| -------- | --------------------------------- | ------------------------ | ------------ | ------ | ------ |
| 1月23日  | うるはしみにくし あなたのともだち | 澤村伊智                 | 小説         | 全10回 |        |
| 2月6日   | マクロプロスの処方箋              | カレル・チャペック       | 戯曲         | 全5回  |        |
| 2月13日  | 常識のない喫茶店                  | 僕のマリ                 | 随筆         | 全5回  |        |
| 2月27日  | ふれるストーリーボックス          | 美野洋平 杉原大吾 他     | オリジナル   | 全5回  |        |
| 3月6日   | 昼も夜も彷徨え                    | 中村小夜                 | 小説         | 全10回 |        |
| 4月3日   | シャドー８１                      | ルシアン・ネイハム       | 海外小説     | 全10回 |        |
| 5月8日   | ウィル                            | 今城文恵                 | オリジナル   | 全10回 |        |
| 6月5日   | 玉麒麟 羽州ぼろ鳶組               | 今村翔吾                 | 小説         | 全10回 |        |
| 6月19日  | ラングドックの薔薇                | 並木陽                   | オリジナル   | 全10回 |        |
| 7月3日   | 深夜プラス1                       | ギャビン・ライアル       | 海外小説     | 全10回 |        |
| 7月31日  | 夜に星を放つ                      | 窪美澄                   | 小説         | 全10回 |        |
| 9月18日  | とけるストーリーボックス          | 小峰貴之 足立聡 他       | オリジナル   | 全5回  |        |
| 10月9日  | あたふたオペラ からふる物語       | 萩田頌豊与               | オリジナル   | 全5回  |        |
| 11月20日 | 嘘の木                            | フランシス・ハーディング | 海外小説     | 全15回 |        |

| 2024年   | 2024年                              | 2024年                               | 2024年       | 2024年 | 2024年 |
| 開始日   | 作品名                              | 原作・作                             | 原作ジャンル | 話数   |        |
| -------- | ----------------------------------- | ------------------------------------ | ------------ | ------ | ------ |
| 1月8日   | 死にたがりの君に贈る物語            | 綾崎隼                               | 小説         | 全10回 |        |
| 2月5日   | 影をなくした男                      | アーデルベルト・フォン・シャミッソー | 海外小説     | 全5回  |        |
| 2月12日  | 火星ダーク・バラード                | 上田早夕里                           | 小説         | 全10回 |        |
| 2月26日  | 太陽の城 月の砦                     | 中村小夜                             | オリジナル   | 全10回 |        |
| 3月25日  | 襲大鳳 羽州ぼろ鳶組                 | 今村翔吾                             | 小説         | 全15回 |        |
| 5月6日   | 風のスケッチブック                  | 日比谷祐希 上野詩織 他               | オリジナル   | 全5回  |        |
| 5月27日  | 逆光のシチリア                      | 並木陽                               | オリジナル   | 全10回 |        |
| 6月24日  | 雨のスケッチブック                  | 黒瀬ゆか 桜田ゆう菜 他               | オリジナル   | 全5回  |        |
| 7月22日  | 月の立つ林で                        | 青山美智子                           | 小説         | 全10回 |        |
| 8月5日   | あたふたオペラ きんつば姫とリゴレ糖 | 萩田頌豊与                           | オリジナル   | 全5回  |        |
| 8月26日  | リニューアル                        | 黒瀬ゆか                             | オリジナル   | 全5回  |        |
| 9月16日  | 星のスケッチブック                  | 田窪泉 門前日和 他                   | オリジナル   | 全5回  |        |
| 10月7日  | 新釈・遠野物語                      | 井上ひさし                           | 説話集       | 全5回  |        |
| 10月28日 | 四日間家族                          | 川瀬七緒                             | 小説         | 全10回 |        |
| 11月18日 | ＳとＦ                              | イトウシンタロウ                     | オリジナル   | 全10回 |        |
| 12月16日 | ピアノdays                          | 藤井青銅                             | オリジナル   | 全5回  |        |

| 2025年  | 2025年                                    | 2025年                         | 2025年       | 2025年 | 2025年 |
| 開始日  | 作品名                                    | 原作・作                       | 原作ジャンル | 話数   |        |
| ------- | ----------------------------------------- | ------------------------------ | ------------ | ------ | ------ |
| 1月6日  | 彼女が遺したミステリ                      | 伴田音                         | 小説         | 全10回 |        |
| 2月3日  | ストーリーボックス ザ・マネー             | 水城孝敬 葉月けめこ 他         | オリジナル   | 全5回  |        |
| 2月24日 | 白銀騎士団 -高貴なる亡霊-                 | (原案)田中芳樹、(脚本)菊地百恵 | オリジナル   | 全10回 |        |
| 3月10日 | 天涯の砦                                  | 小川一水                       | 小説         | 全15回 |        |
| 4月7日  | 海の綺士団 -Umi no kishidan-              | 戸川視友                       | 漫画         | 全15回 |        |
| 5月12日 | 謙信サマは今日も気まぐれ                  | 池谷雅生                       | オリジナル   | 全10回 |        |
| 6月9日  | リフレイン -私とおじいちゃんの捜査ノート- | 佐藤友治                       | オリジナル   | 全5回  |        |
| 6月30日 | 山のスケッチブック                        | 今井雅子 岸朋楽 他             | オリジナル   | 全5回  |        |
| 7月21日 | ナカスイ！ -海なし県の水産高校-           | 村崎なぎこ                     | 小説         | 全10回 |        |
| 8月18日 | 中二病な僕の革命的アオハル                | 伊藤毅                         | オリジナル   | 全5回  |        |
| 9月1日  | 記憶を食（は）む                          | 僕のマリ                       | 随筆         | 全5回  |        |

## 主な出演者

### 1990年代
| 4月6日   | 十四歳のエンゲージ           | 佐月亜衣、前川隆介、皆口裕子、曽我部肇、佐藤江利香                   |
| 4月20日  | 不良と呼ばれた夏             | 藤井裕士、広瀬珠実、石渡譲二、上野めぐみ                             |
| 5月11日  | 王女アストライア             | 大沢逸美、筒井巧、安藤一夫、三ツ矢雄二                               |
| 5月25日  | 東京防衛軍                   | 小松正一、日下部江美、螢雪次朗、堀崎太郎                             |
| 6月8日   | あたしの嫌いな私の声         | 土屋智子、渡辺いっけい、仁科有理、前田悠衣                           |
| 6月22日  | 星虫                         | 小川範子、宮下直紀、塚本加成子、門田裕                               |
| 7月6日   | ブラックホール               | 冨永みーな、松下一矢、長谷川歩、塩沢兼人、野間太郎、香月弥生、三谷昇 |
| 7月20日  | 超能力はワインの香り         | 坂上かおり、倉崎青児、矢次恭子、屋良有作                             |
| 8月3日   | 北壁の死闘                   | 渡辺いっけい、鈴木勝秀、若葉ひろみ、田山涼成                         |
| 9月7日   | 北村想の怪人二十面相・伝     | 佳梯かこ、上田舞、日比野正裕、北村想                                 |
| 9月21日  | 都会島のミラージュ           | 朝井翔、HIROKO、おやま克博、加藤ゆかり                               |
| 10月26日 | マドモアゼル・モーツァルト   | 土居裕子、磯部勉、福島桂子、桜木見穂                                 |
| 11月9日  | ベルサイユのばら・外伝       | 前田悠衣、あづみれいか、瀬川佳英、毬藻えり                           |
| 11月24日 | ロンリー・ランナー           | 加藤亮夫、久我陽子、金田明夫                                         |
| 12月7日  | アンデルセンの雪の女王       | 岸田今日子、山田栄子、広瀬彩、佐古雅誉                               |
| 12月14日 | アドベンチャー的五大ニュース | 風見しんご、鶴岡優紀子                                               |

| 1月4日   | おしまいの日                 | 谷山浩子、清水ミチコ、羽場裕一、平尾仁彰                           |
| 1月18日  | 五番目のサリー               | 前田悠衣、春風ひとみ、大輝ゆう、仁科有理、穂高つゆき、渡辺いっけい |
| 2月15日  | オズ                         | 松本保典、前田悠衣、山寺宏一、春風ひとみ                           |
| 4月5日   | 夢の木                       | 玉置篤規、皆口裕子、藤田一夫、宮川一朗太                           |
| 4月19日  | 猫のゆりかご                 | 松重豊、大石継太、松本保典、川久保潔                               |
| 5月10日  | 春休み少年探偵団             | 井上大輔、宝田絢子、原康義、広瀬彩                                 |
| 5月24日  | テレヴィジョン・シティ       | 高橋守、鈴木寛政、石塚隆夫、水庭智弘                               |
| 6月7日   | ハリーとアキラ               | 森山周一郎、新藤栄作                                               |
| 6月14日  | ジュラシック・パーク         | 海津義孝、大輝ゆう、あづみれいか、前田悠衣、渡辺いっけい           |
| 7月5日   | ふたり                       | 増田未亜、中島ひろ子、岸部一徳、左時枝                             |
| 7月19日  | スフィア                     | 西岡徳馬、原田美枝子、入江雅人、斉藤暁                             |
| 8月16日  | ブルボンの封印               | 高橋理恵子、岩田淳、広瀬彩、高橋広司、高林由紀子                   |
| 9月6日   | くたばれ！ビジネスボーグ     | 渡辺いっけい、華村りこ、岩尾万太郎、古田新太                       |
| 9月20日  | 武蔵野蹴球団                 | 中村繁之、佐藤忍、工藤俊作、鴇沢麻由子                             |
| 10月4日  | ザ・マンボスパイズ           | 三上壱郎、濱田万葉、川上大洋、小市慢太郎                           |
| 11月1日  | 草上仁のミラクルワールド     | 橋本潤、吉田鋼太郎、井上和彦、青山雪菜、香坂千晶                   |
| 11月8日  | 都立高校独立国               | 松本保典、前田悠衣、華村りこ、平野啓子                             |
| 12月6日  | サンタクロースが歌ってくれた | 浅野和之、渡辺いっけい、上川隆也、田山涼成                         |
| 12月20日 | 我輩は犬である               | 阿藤海、小林美江、大山尚雄、伊藤哲哉                               |

| 1月3日   | アドリア海の復讐           | きたろう、小林勝也、工藤俊作、吉見一豊     |
| 1月24日  | 紅はこべ                   | 筧利夫、こだま愛、海津義孝、若葉ひろみ     |
| 2月14日  | 少年探検隊                 | 加藤健一、小田茜                           |
| 4月4日   | 霧隠れ雲隠れ               | 橋本潤、大輝ゆう、海津義孝、前田悠衣       |
| 4月18日  | エンジェルス・エッグ       | 萩原聖人、洞口依子、渋谷琴乃、岩本多代     |
| 5月9日   | 平成トム・ソーヤー         | 小松正一、吉田鋼太郎、前田悠衣、水野あや   |
| 5月23日  | BANANA・FISH               | 古澤徹、井上和彦、池田成志、生瀬勝久       |
| 6月27日  | 昔、火星のあった場所       | 菊池健一郎、あべのめあり、須永克彦、國村隼 |
| 7月11日  | ウォッチャーズ             | 海津義孝、姿晴香、あづみれいか、浅野和之   |
| 8月15日  | あの夜が知っている         | 松本保典、弥生みつき、浅野和之、古澤徹     |
| 8月29日  | アナスタシア・シンドローム | 前田悠衣、毬藻えり、海津義孝、吉田鋼太郎   |
| 9月26日  | アリアドニの遁走曲         | 華村りこ、仁科有理、毬藻えり、松本保典     |
| 10月11日 | バイオレンス・ジャック     | あづみれいか、前田悠衣、大輝ゆう、毬藻えり |
| 10月24日 | 笑う20世紀                 | 大高洋夫、小須田康人、前田悠衣、千紘あい   |
| 11月7日  | カルパチア綺想曲           | 大輝ゆう、古澤徹、海津義孝、前田悠衣       |
| 12月5日  | レディ・スティンガー       | 春風ひとみ、松重豊、橋本潤、山本満太       |
| 12月19日 | イノシシが来た             | 阿藤海、伊藤留奈                           |

| 1月4日   | 三銃士                                       | 佐藤淳、早坂直家、石田圭祐、小川隆市                       |
| 1月30日  | リプレイ                                     | 古澤徹、前田悠衣、大輝ゆう、紘美雪、橋本潤                 |
| 2月13日  | 吸血鬼ドラキュラ                             | 瀬下和久、竹本孝之、山下容莉枝、中村彰男                   |
| 2月27日  | せいけつ教育委員会ホイホイ                   | 佃典彦、内田藍子、小林正和、木村庄之助                     |
| 3月6日   | オーバー・ザ・ハポン〜空の彼方（かなた）へ〜 | 山本耕史、畑詮子、大矢志のぶ、松川佳澄                     |
| 4月3日   | 魔法の王国売ります ランドオーヴァーPart1     | 松本保典、海津義孝、井上和彦、前田悠衣                     |
| 4月17日  | エヴァが目ざめるとき                         | 前田悠衣、姿晴香、加納幸和、古澤徹                         |
| 5月1日   | ヴァーチャル・ガール                         | こだま愛、古田新太、橋本潤、紘美雪                         |
| 5月15日  | 秘密の友人                                   | 加納幸和、毬藻えり、古澤徹、前田悠衣                       |
| 6月12日  | BANANA・FISH パート2                         | 古澤徹、井上和彦、松本保典、武岡淳一                       |
| 6月26日  | BANANA・FISH パート3                         | 古澤徹、井上和彦、佐戸井けん太、松本保典                   |
| 7月24日  | 盗まれた街                                   | 松重豊、毬藻えり、大高洋夫、千紘あい                       |
| 8月7日   | アルジャーノンに花束を                       | 大高洋夫、毬谷友子、大林丈史、石田圭祐                     |
| 8月14日  | 優しすぎて、怖い                             | 毬藻えり、古澤徹、あづみれいか、前田悠衣                   |
| 8月28日  | 夏への扉                                     | 古川登志夫、那須佐代子、高橋理恵子、佐戸井けん太、田中信夫 |
| 9月11日  | 魔術師の大失敗 ランドオーヴァーPart3         | 松本保典、前田悠衣、海津義孝、井上和彦                     |
| 9月25日  | イッセー尾形劇場・凡庸の極み                 | イッセー尾形、小松政夫、山本いつ子、浜野希世               |
| 10月9日  | 踊る黄金像                                   | 海津義孝、舵一星、旺なつき、佐戸井けん太                   |
| 11月20日 | ウエディング・ウォーズ                       | 武岡淳一、仁科有理、橋本さとし、吉田鋼太郎                 |
| 12月4日  | 笑う20世紀 Part2                             | 旺なつき、舵一星、千紘あい、大高洋夫                       |
| 12月11日 | ねずみのチュー告                             | 今村ねずみ、伊藤留奈、伊藤哲哉                             |

| 1月4日   | ロビン・フッドの冒険                   | 古澤徹、溝口健二、佐藤誓、山下禎啓             |
| 1月15日  | モンテ・クリスト伯                     | 内野聖陽、高橋長英、内山森彦、早坂直家         |
| 2月5日   | 二役は大変！                           | 武岡淳一、こだま愛、石井洋祐、福麻むつ美       |
| 2月19日  | 新・夢十夜                             | 片岡礼子、佃典彦、北村想                       |
| 4月1日   | お父さんの会社                         | 小須田康人、舵一星、北沢洋、池田成志、加納幸和 |
| 4月29日  | ダーク・ウィザード〜蘇りし闇の魔導士〜 | 武岡淳一、舵一星、旺なつき、吉田鋼太郎         |
| 5月20日  | ブラジルから来た少年                   | 吉田鋼太郎、海津義孝、北沢洋、武岡淳一         |
| 7月15日  | 青の時間                               | 古澤徹、舵一星、橋本さとし、千紘あい           |
| 7月29日  | 精神分析ゲーム                         | 山西惇、遠山俊也、田山涼成、舵一星             |
| 8月12日  | 時間泥棒                               | 松重豊、舵一星、武岡淳一、北沢洋               |
| 8月19日  | 黒いユニコーン ランドオーヴァーPart3   | 古澤徹、海津義孝、井上和彦、腹筋善之助         |
| 9月2日   | 大魔王の逆襲 ランドオーヴァーPart4     | 古澤徹、海津義孝、山西惇、古田新太             |
| 9月23日  | イッセー尾形のたゆたう人々             | イッセー尾形、金久美子、相島一之、九十九一     |
| 10月7日  | 嘘じゃないんだ                         | 千紘あい、古澤徹、舵一星、幸和希               |
| 10月21日 | 笑う20世紀 パート3                     | 中村元則、伊沢勉、信太昌之、横田砂選           |
| 12月2日  | 今夜は眠れない                         | 伊崎充則、吉田亮、石田太郎、奈良富士子         |
| 12月16日 | モー！いいかげんにして！               | 今村ねずみ、小川範子、高橋克実、横田砂選       |

| 1月6日   | おいしいコーヒーのいれ方Ⅰ 〜キスまでの距離〜 | 内田健介、長谷川真弓、大野雅一、大高洋夫       |
| 1月13日  | おいしいコーヒーのいれ方Ⅱ 〜僕らの夏〜       | 内田健介、長谷川真弓、大野雅一、大高洋夫       |
| 2月3日   | 記憶の城                                     | 利重剛、北村想、咲田とばこ、石原美代子         |
| 3月31日  | 邪鬼が来る                                   | 名古屋章、岡田義徳、関俊彦、深雪さなえ         |
| 4月14日  | P                                            | 小山茉美、石井寧、伊藤晶子、大野雅一           |
| 4月28日  | 天体議会〜プラネット・ブルー〜               | 車宗洸、植田真介、青山裕一、近内仁子           |
| 5月5日   | 家族ホテル                                   | 山本耕史、木村季果、佐々木庸子、田山涼成       |
| 5月19日  | 星の感触                                     | 古澤徹、松重豊、中川安奈、中島朋子             |
| 6月2日   | 夏の魔術                                     | 尾崎右宗、篠原恵美、永井一郎                   |
| 6月16日  | 笑う20世紀 パート4                           | 山西惇、林和義、橋本潤、及川以造、入江雅人     |
| 6月30日  | ロスト・ワールド                             | 古川登志夫、納谷悟朗、西村淳二、井上倫宏       |
| 7月14日  | 顔に降りかかる雨                             | 西山水木、安原義人、熊倉一雄                   |
| 8月4日   | 少年H                                        | 嚴樫佑介、佐川満男、宮田圭子、宮田梓、名古屋章 |
| 9月1日   | 日常生活の冒険                               | 中島陽典、佐藤綾                               |
| 9月8日   | 完璧な涙                                     | 有馬克明、天野由梨、郷里大輔、井上真樹夫       |
| 9月22日  | イッセー尾形のたまゆら日記                   | イッセー尾形、重田千穂子、相島一之、河野洋一郎 |
| 10月6日  | 夢にも思わない                               | 伊崎充則、吉田亮、石田太郎、奈良富士子         |
| 10月20日 | フルネルソン                                 | 川名浩介、小倉一郎、森省二、飯塚雅弓           |
| 11月3日  | 新宿鮫・氷舞                                 | 阿部寛、渋谷琴乃、黒田福美、綿引勝彦           |
| 12月8日  | おいしいコーヒーのいれ方Ⅲ 〜彼女の朝〜       | 内田健介、長谷川真弓、大野雅一、大高洋夫       |
| 12月15日 | タイガーにしなさい！                         | 小川範子、筧利夫、吉田鋼太郎、橋本潤           |

| 1月5日   | 虹を操る少年                             | 笠原秀幸、菊地百合子、樋口肇、桜井卓               |
| 2月2日   | 嘘の誘惑                                 | 光石研、片岡礼子、石河美幸、川崎泰夫、青木沙弥香   |
| 2月16日  | 電気女護島〜エレクトリック・レディランド | 今井雅之、小市慢太郎、西村頼子、林英世、幹ジュンコ |
| 3月30日  | 着陸拒否                                 | 辻萬長、上杉祥三、戸田恵子、金尾哲夫               |
| 4月13日  | オペレーション太陽（ソル）               | 西翔平、日下武史、湯沢紀保、新井康弘               |
| 4月27日  | 天使のリール                             | 渋谷琴乃、上川隆也、森塚敏、梅津栄                 |
| 5月11日  | 少年漂流伝                               | 田辺泰志、春口智美、石本由美                       |
| 6月8日   | Meg                                      | 堀秀行、長谷川真弓、金井大、西山水木               |
| 6月22日  | 分身                                     | 増田未亜、勝部演之、麻生侑里、中村繁之             |
| 7月13日  | タイム・リーパー                         | 塩沢兼人、水谷優子、堀勝之祐、小宮和枝             |
| 7月27日  | 笑う20世紀 パート5                       | 今井朋彦、郷田ほづみ、橋本潤、福本伸一             |
| 8月3日   | 封神演義                                 | 石橋蓮司、藤岡弘、壤晴彦、大山のぶ代、増山江威子   |
| 8月31日  | 路地裏のエイリアン                       | 有薗芳記、佐藤康恵、坂本あきら                     |
| 9月28日  | レッドレイン                             | 滝沢涼子、今井雅之、三上市朗、水橋研二             |
| 10月12日 | ゲノム・ハザード                         | 有馬克明、富沢美智恵、田中広子、田中健三           |
| 10月26日 | 夢源氏剣祭文                             | 仲代達矢、皆口裕子、こねり翔                       |
| 11月23日 | ぼくは勉強ができない                     | 森田善之介、范文雀、今福将雄、河野牧子             |
| 12月21日 | 「卯」の音も出ない！                     | 筧利夫、渋谷琴乃、松村武、林和義                   |

| 1月4日   | 海賊モア船長の遍歴                       | 渡部篤郎、安原義人、熊倉一雄                   |
| 2月1日   | 悪戯の楽園                               | 光石研、キムラ緑子、谷口徹次、エレガント浜田   |
| 2月15日  | 蒲生邸事件                               | 林泰文、白島靖代、石立鉄男、萩原聖人           |
| 3月29日  | カラフル                                 | 多賀基史、井上真樹夫、山本龍二、二木てるみ     |
| 4月12日  | しゃべれどもしゃべれども                 | 林家いっ平、麻生侑里、野沢聡、伊藤哲哉         |
| 5月3日   | 名馬 風の王                              | 冬馬由美、伊藤哲哉、ドン貫太郎                 |
| 5月31日  | 魔女たちのたそがれ                       | 天野由梨、緑川光、國府田マリ子、近藤洋介       |
| 6月28日  | 笑う世紀末探偵                           | 三上市朗、西村頼子、宮吉康夫                   |
| 7月26日  | おいしいコーヒーのいれ方Ⅳ 〜雪の降る音〜 | 内田健介、長谷川真弓、加賀谷純一、大野雅一     |
| 8月2日   | 封神演義 第2部 朝廷軍の逆襲              | 石橋蓮司、野沢雅子、大友龍三郎、豊川潤、仲谷昇 |
| 8月30日  | 鬼の橋                                   | 多賀基史、片渕忍、木村雅史、広川太一郎         |
| 9月13日  | トリガー                                 | 堀江由衣、草尾毅、川村万梨阿、大塚良重         |
| 11月8日  | 狩人たち                                 | 松本保典、大輝ゆう、川久保潔、久松信美         |
| 11月22日 | 不思議屋百貨店                           | 千葉哲也、中島ひろ子、永井一郎                 |
| 12月6日  | オルガニスト                             | 塩沢兼人、松田洋治、小山茉美、柳生博           |
| 12月20日 | 辰のお年頃                               | 温水洋一、渋谷琴乃                             |

### 2000年代
| 1月31日  | マジック・タイム        | 光石研、戸川京子、佳梯かこ                             |
| 2月14日  | 小惑星美術館            | 高山みなみ、玄田哲章、高木均、中尾隆聖                 |
| 2月28日  | エデン2185              | 小須田康人、岡野浩介、麻乃佳世、海津義孝               |
| 3月13日  | これは王国のかぎ        | 池澤春菜、細見大輔、佐々木望                           |
| 4月3日   | 愛のふりかけ            | 宮吉康夫、毬藻えり、久保田浩                           |
| 4月17日  | バッテリー              | 宮野真守、二見史龍、石丸謙二郎、八名信夫               |
| 5月15日  | エンジェル              | 田中健三、安永亜衣、笹野高史、石田太郎                 |
| 5月29日  | 二の悲劇                | 山西惇、小川範子、内田淳子、上別府勲                   |
| 8月7日   | 封神演義 第3部 易姓革命 | 石橋蓮司、藤岡弘、大和田伸也、仲谷昇                   |
| 10月2日  | 踊る21世紀              | 春風ひとみ、海津義孝、橋本さとし、こだま愛、八十田勇一 |
| 10月16日 | 不思議屋旅行代理店      | 吹越満、渡辺梓、永井一郎                               |
| 10月30日 | イカロスの誕生日        | 桑島法子、檜山修之、久川綾、倉田雅世                   |
| 12月18日 | 2001年巳年の旅          | 温水洋一、飯塚雅弓                                     |

| 2月5日   | 5DROPS                                   | 板谷由夏、今井朋彦、小林正和、内田藍子                   |
| 2月19日  | おいしいコーヒーのいれ方 V〜緑の午後〜   | 内田健介、長谷川真弓、加賀谷純一、大野雅一               |
| 3月6日   | ジャガーになった男                       | 緑川光、富沢美智恵、キートン山田、坂本朗                 |
| 3月19日  | 645〜大化の改新・青春記〜                | 松田洋治、大沢健、本多真弓、橋本さとし                   |
| 4月2日   | ダブル・キャスト                         | 今井朋彦、広瀬彩、広川太一郎、有馬克明、吉田晃太郎       |
| 4月16日  | 見習い魔女にご用心 ランドオーヴァーPart5 | 松本保典、詩乃優花、吉田鋼太郎、飯塚雅弓                 |
| 5月14日  | イーシャの舟                             | 佐々木望、関俊彦、西原久美子                             |
| 5月28日  | 仮想の騎士                               | 小林愛、佐々木蔵之介、池田秀一、雨蘭咲木子               |
| 7月9日   | 踊る21世紀 Part2                         | 三上市朗、松永玲子、三島嘉嵩、塩湯真弓                   |
| 7月16日  | 不思議屋博物館                           | 田辺誠一、尾美としのり、阿部サダヲ、高橋由美子、永井一郎 |
| 9月3日   | 窓辺には夜の歌                           | 尾崎右宗、篠原恵美、永井一郎                             |
| 9月17日  | 王の眠る丘                               | 有馬克明、納谷悟朗、大塚明夫                             |
| 10月1日  | 永遠の森・博物館惑星                     | 宮内敦士、佐藤綾、増山江威子、白鳥哲                     |
| 10月29日 | オルファクトグラム                       | 草尾毅、飯塚雅弓、近藤公園、鈴木一功                     |
| 12月17日 | ひょうたんから‘午'                       | 飯塚雅弓、東地宏樹、河野洋一郎、猫田直                   |

| 1月7日   | カレーライフ                                   | 飯泉征貴、伊崎充則、若松恵、佐藤英、佐藤一晃       |
| 1月28日  | エドモンたちの島                               | 大内厚雄、宇堂翔一朗、桜岡あつこ、松永玲子         |
| 2月18日  | 私の告白                                       | 松田洋治、中江有里、小林正和、藤元英樹             |
| 3月18日  | バルト海の復讐                                 | 宮本充、岸田今日子、平田広明、西凛太郎、水島涼太   |
| 4月1日   | ネガティブハッピー・チェーンソーエッヂ         | 原田篤、占部房子、新田亮、眞島秀和、モロ師岡       |
| 4月15日  | しゃばけ                                       | 金子貴俊、中村まこと、大竹周作、岡本易代、頭師孝雄 |
| 5月13日  | ザ･ワンダーボーイ                              | 浅利陽介、中原丈雄、青木和代、鳥居紀彦、秋山菜津子 |
| 6月3日   | 翼はいつまでも                                 | 永島敏行、山像かおり、林次樹、岩下寛、相良藍       |
| 6月17日  | 南の島のティオ                                 | 椿直、末広ゆい、平川和宏、河野洋一郎、沢田敏子     |
| 7月15日  | アクアリウムの夜                               | 松田洋治、國府田マリ子、有馬克明、清水紘治         |
| 7月29日  | スウィート・アンダーグラウンド                 | 小林高鹿、三島嘉崇、塩湯真弓、宮本裕子             |
| 10月7日  | カラマーゾフの森                               | 草野康太、三輪明日美、宮村優子、光石研             |
| 10月21日 | おいしいコーヒーのいれ方・パートVI〜遠い背中〜 | 内田健介、長谷川真弓、大野雅一、加賀谷純一         |
| 11月18日 | 不思議屋薬品店                                 | 堺雅人、増田未亜、永井一郎                         |
| 12月16日 | 干支シリーズ『迷えるお未年』                   | 東地宏樹、川村ひかる                               |

| 1月20日  | 妖異金瓶梅                                                      | 余貴美子、千葉哲也、深沢敦、北林早苗           |
| 2月17日  | 女王の百年密室                                                  | 高山みなみ、島本須美、八代駿、柴田秀勝         |
| 3月3日   | サウンド・ドライブ                                              | 光石研、小西美帆                               |
| 3月31日  | レヴォリューションNo.3                                          | 細山田隆人、新井浩文、金子貴俊、藤間宇宙       |
| 5月19日  | 聖杯伝説                                                        | 置鮎龍太郎、唐沢潤、金尾哲夫、広瀬彩、沢りつお |
| 7月7日   | 海辺の王国                                                      | 内山昂輝、岸野幸正、根本亜季絵、下元史朗       |
| 7月21日  | 光の島                                                          | 中島陽典、新納敏正、きゃんひとみ               |
| 8月4日   | DIVE!!                                                          | 海宝直人、藤間宇宙、斉藤亮太、中野若葉         |
| 9月8日   | 不思議屋不動産                                                  | 大鶴義丹、馬渕英里何、永井一郎                 |
| 11月17日 | おいしいコーヒーのいれ方 VII〜坂の途中〜                        | 内田健介、長谷川真弓、大野雅一、佐藤友紀       |
| 12月1日  | インテリア・ライフ                                              | 大路恵美、内田健介                             |
| 12月15日 | 年忘れ青春アドベンチャー 干支シリーズ「申（さる）モノにござる」 | 川村ひかる、福田転球                           |

| 1月5日   | タイムスリップ明治維新 | 田村ゆかり、織田優成、浜中博史、岩下浩       |
| 2月9日   | 赤と黒 第1部           | 高橋和也、麻生祐未、小林勝也、仲谷昇         |
| 3月29日  | しゃばけ2              | 金子貴俊、中村まこと、大竹周作               |
| 4月12日  | オーデュボンの祈り     | 草野康太、藤元英樹、中田裕子、湯浅浩史       |
| 6月28日  | 赤と黒 第2部           | 高橋和也、遠山景織子、津嘉山正種、小林由利   |
| 8月2日   | スピリット・リング     | 高木珠里、三島嘉崇、高橋長英、小須田康人     |
| 8月23日  | 渚にて                 | 多賀基史、太刀川亞希、谷川俊、齋藤淳、岩下寛 |
| 11月15日 | ミヨリの森             | 星野聖良、大塚道子、佐々木敏、唐沢潤         |
| 12月20日 | 今夜はバードいこう!    | 福田転球、原史奈                             |

| 1月3日   | タイムスリップ源平合戦                                         | 田村ゆかり、織田優成、浜中博史                       |
| 2月14日  | 不思議屋貿易商                                                 | 尾美としのり、奥貫薫、永井一郎                       |
| 2月28日  | 家守綺譚                                                       | 高橋和也、今井朋彦、天野鎮雄、佳梯かこ               |
| 3月28日  | G戦場ヘヴンズドア                                              | 内野謙太、黒川芽以、大地泰仁、要冷蔵                 |
| 6月6日   | 穴（HOLES）                                                    | 三谷昇、大谷亮介、佐戸井けん太、平沼寧               |
| 7月18日  | 迷宮百年の睡魔                                                 | 高山みなみ、高戸靖広、島本須美、青野武               |
| 11月14日 | アクア・ライフ                                                 | 大路恵美、内田健介                                   |
| 12月12日 | 5つの贈りもの                                                  | 増子倭文江、伊藤ゆきえ、田村錦人、嶋ゆかり、阪本浩之 |
| 12月19日 | 年忘れ青春アドベンチャー 干支シリーズ『来年こそはワン!だふる』 | 原史奈、佐藤正宏                                     |

| 1月9日   | タイムスリップ戦国時代                      | 田村ゆかり、織田優成、浜中博史、立川三貴   |
| 2月20日  | 垂直の記憶                                  | 阿南健治、進藤一宏、松熊明子、斉藤志郎     |
| 2月27日  | 風神秘抄                                    | 小野賢章、石川由依、今井朋彦               |
| 3月20日  | 不思議屋図書館                              | 小西美帆、宮崎吐夢、永井一郎               |
| 4月3日   | プラハの春                                  | 高橋和也、若村麻由美、神山繁、石田太郎     |
| 5月8日   | 太陽の簒奪者                                | 朴璐美、草尾毅、郷里大輔、IKKAN、久富惟晴  |
| 5月22日  | あでやかな落日                              | 磯部勉、大橋吾郎、勝部演之、魏涼子         |
| 6月19日  | 金春屋ゴメス                                | 高橋一生、余貴美子、飯泉征貴、渋谷琴乃     |
| 7月10日  | ウォーターマン                              | ささきいさお、平栗あつみ、天宮良           |
| 7月24日  | 風になった男                                | 田畑智子、宅麻伸、吉田晃太郎、平田満       |
| 8月7日   | 精霊の守り人                                | 唐沢潤、大久保祥太郎、渡辺美佐子、建蔵     |
| 10月2日  | ベルリンの秋                                | 高橋和也、高橋かおり、若村麻由美、上杉祥三 |
| 10月30日 | 死神の精度                                  | 小原雅人、真夏竜、坂野友香、阪本浩之       |
| 11月6日  | ドラマ 古事記〜神代篇〜                     | 石坂浩二、戸田恵子、江守徹、森繁久彌       |
| 11月20日 | おいしいコーヒーのいれ方 メモリーズ         | 内田健介、長谷川真弓                       |
| 12月4日  | おいしいコーヒーのいれ方 VIII〜優しい秘密〜 | 内田健介、長谷川真弓、大野雅一             |
| 12月11日 | おいしいコーヒーのいれ方 IX〜聞きたい言葉〜 | 内田健介、長谷川真弓、大野雅一             |
| 12月18日 | おいしいコーヒーのいれ方 X〜夢のあとさき〜  | 内田健介、長谷川真弓、大野雅一、大高洋夫   |

| 1月8日   | タイムスリップ川中島                                                  | 田村ゆかり、織田優成、浜中博史、磯部勉     |
| 1月22日  | ハッピーバースデー                                                    | 永井杏、松田美由紀、長門裕之、松川尚瑠輝   |
| 1月29日  | 僕たちの戦争                                                          | 伊藤隆大、黒川芽以、山下結穂、サカイヒロト |
| 2月19日  | 不思議屋料理店                                                        | 長谷川朝晴、佐藤友紀、永井一郎             |
| 3月5日   | 尾張春風伝                                                            | 今井朋彦、入野自由、鬼頭典子、多田木亮佑   |
| 4月16日  | 闇の守り人                                                            | 唐沢潤、酒向芳、小野賢章、宮本侑芽         |
| 5月14日  | 一瞬の風になれ                                                        | 内山眞人、小林良也、豊永利行、江川央生     |
| 6月11日  | 冷凍人間の復活                                                        | 茶花健太、魏涼子、島かおり、真夏竜         |
| 6月18日  | ラジオの前で                                                          | 川久保拓司、木下あゆ美、久松夕子、今井和子 |
| 8月6日   | 哲ねこ七つの冒険                                                      | 永嶌花音、岩崎良美、唐沢潤、石住昭彦       |
| 9月10日  | 押入れのちよ                                                          | 今井朋彦、吉見一豊、深浦加奈子、広瀬彩     |
| 10月29日 | ボディ・ライフ                                                        | 大路恵美、内田健介                         |
| 11月12日 | ナンバー・ライフ                                                      | 大路恵美、内田健介                         |
| 11月26日 | 闘う女。〜そんな私のこんな生きかた〜                                  | 占部房子、河相我聞、椿真由美、内野謙太     |
| 12月17日 | 年忘れ青春アドベンチャー 干支シリーズ『俵のねずみがマウスでチュー！』 | 松尾貴史、菊地美香                         |

| 2月4日   | ロズウェルなんか知らない                                         | 勝村政信、マギー、黒田啓雄、にへいたかひろ |
| 3月17日  | ゼンダ城の虜                                                     | 蟹江一平、有川博、住田隆、黒川芽以         |
| 7月7日   | バスパニック                                                     | 近野成美、内野謙太、坂口芳貞、清水理沙     |
| 8月11日  | らせん階段                                                       | 花村怜美、千葉哲也、佐々木すみ江、山野史人 |
| 9月15日  | ラジオ・キラー                                                   | 山像かおり、高橋和也、大高洋夫、大友龍三郎 |
| 11月3日  | 有頂天家族                                                       | 河相我聞、石田太郎、馬渕英俚可、山下容莉枝 |
| 11月17日 | バードケージ 一億円を使いきれ!                                   | 中尾明慶、小林勝也、倉科カナ               |
| 12月15日 | 年忘れ青春アドベンチャー 干支シリーズ『モー、ギュゥー!っとして』 | 松尾貴史、加藤夏希                         |

| 1月19日  | 世界でたったひとりの子                                | 本城雄太郎、有薗芳記、ベンガル、酒向芳      |
| 3月16日  | ふたつの剣                                            | 松田洋治、田畑智子、上田耕一、河東けい      |
| 4月6日   | 碧眼の反逆児 天草四郎                                 | 横堀悦夫、松風雅也、高橋長英、信太昌之      |
| 5月11日  | 黒蜥蜴                                                | 篠井英介、清水ミチコ、冷泉公裕、清水隆伍    |
| 6月15日  | ごくらくちんみ                                        | 高橋理恵子 林真里花、佐藤せつじ、野々村のん |
| 7月13日  | 失われた地平線                                        | 森田順平、寿大聡、大西多摩恵、金子由之      |
| 8月24日  | スカラムーシュ (小説)                                 | 渡辺大、嶋田久作、永島敏行、宮崎美子        |
| 10月26日 | ゴー・ゴー!チキンズ                                   | 加治将樹、山田悠介、足立理、中村昌也        |
| 11月23日 | プリンセス・トヨトミ                                  | 利重剛、川原亜矢子、マギー、赤井英和        |
| 12月14日 | 年忘れ青春アドベンチャー 干支シリーズ『燃えよ虎の子』 | 加藤夏希、ふかわりょう、沼田爆、辻修        |

### 2010年代
| 1月25日  | なぞタクシーに乗って…                  | きたろう、山本郁子、近藤洋介、柳川慶子 |
| 2月1日   | 終末のフール                           | 河相我聞、天野鎮雄、藤元英樹、吉武怜朗 |
| 3月1日   | マナカナの大阪LOVERS                   | 三倉茉奈、三倉佳奈、賀集利樹、鶴見辰吾 |
| 4月5日   | 黄金仮面                               | 篠井英介、立川三貴、佐藤輝、冷泉公裕   |
| 5月3日   | ヤッさん                               | 瀬川亮、小林薫、石橋菜津美、山像かおり |
| 6月7日   | 移動都市                               | 内野謙太、山下真琴、花村怜美、千葉哲也 |
| 7月26日  | ゴー・ゴー!チキンズ パート2            | 加治将樹、山田悠介、足立理、中村昌也   |
| 9月20日  | 神去なあなあ日常                       | 中村蒼、松田悟志、田口トモロヲ、徳井優 |
| 10月18日 | サマルカンド年代記                     | 宮本充、今井朋彦、横堀悦夫、立川三貴   |
| 11月22日 | ゼンダ城の虜〜完結編〜 ヘンツォ伯爵    | 蟹江一平、黒川芽以、高橋和也、内田健介 |
| 12月20日 | 神南の母（ママ）の備忘録（メモワール） | 鈴木杏、水橋研二、徳井優               |

| 1月10日  | タイムスリップ大坂の陣                          | 田村ゆかり、織田優成、浜中博史、藤木孝   |
| 1月24日  | サバイバル                                      | 山田諒、高橋長英、水野あや、山下真琴     |
| 2月21日  | フランケンシュタイン                            | 今井朋彦、井上倫宏、寿大聡、亀田佳明     |
| 3月7日   | マナカナの大阪WORKERS                           | 三倉茉奈、三倉佳奈                       |
| 4月4日   | 小袖日記                                        | 木内晶子、純名里沙、平田裕香、水野ゆふ   |
| 5月2日   | ごくらくちんみ                                  | 角替和枝、岡本易代、沼田爆、柴田侊彦     |
| 5月30日  | 魔岩伝説                                        | 細見大輔、加藤忍、山路和弘、立川三貴     |
| 6月20日  | 鏡の偽乙女〜薄紅雪華紋様〜                      | 草野康太、大場泰正、水野ゆふ、高畑充希   |
| 7月18日  | スーツケース・キッド〜バイバイ わたしのおうち〜 | 田中しおり、大西風香、吉井一肇           |
| 7月25日  | ほろびた国の旅                                  | 森田直幸、木村庄之助、山本正成、星野健太 |
| 8月1日   | 珊瑚の島の夢                                    | 黒川芽以、咲田とばこ、松川佳澄、内田藍子 |
| 9月5日   | 五つの夢                                        | 柏原収史、中村優子、棚橋真典、火田詮子   |
| 9月26日  | 放課後はミステリーとともに                      | 朝倉あき、木下ほうか、きたろう、上田耕一 |
| 10月31日 | 家電の極意                                      | 春日井静奈、大沢健                       |
| 11月14日 | 砂漠の歌姫                                      | 石川由依、岡幸二郎、樋口泰子、池田有希子 |
| 11月28日 | 三匹のおっさん                                  | 清水綋治、石田太郎、河西健司、石田法嗣   |
| 12月19日 | なくしたものたちの国                            | 松浦愛弓、宮本侑芽、高橋理恵子           |

| 1月9日   | レディ・パイレーツ   | 渋谷はるか、朴璐美、IKKAN、成河          |
| 2月6日   | 魔術師               | 篠井英介、橋爪功、粟田麗、春日井静奈     |
| 3月12日  | 屋上デモクラシー     | 三田村陽斗、小西武、田尻二葉、安部洋花   |
| 3月26日  | 私の彼はポアンカレー | 小島藤子、畑中亮介、湯浅浩史、大鷹明良   |
| 4月30日  | ピエタ               | 鬼頭典子、毬谷友子、高橋理恵子、今井朋彦 |
| 5月14日  | カラー・ライフ       | 大路恵美、内田健介                       |
| 6月18日  | 蜩ノ記               | 寿大聡、小市慢太郎、新井康弘、加藤忍     |
| 7月16日  | 見かけの二重星       | 大後寿々花、阿部丈二、馬場徹、宮原理子   |
| 7月23日  | 月蝕島の魔物         | 大内厚雄、石川由依、酒向芳、井上倫宏     |
| 8月27日  | 幻想郵便局           | 朝倉あき、中原果南、杉本有美、上田耕一   |
| 9月24日  | 二分間の冒険         | 田村睦心、桑島法子                       |
| 10月8日  | 氷山の南             | 田島優成、小田豊、末次美沙緒、コング桑田 |
| 11月19日 | 海に降る             | 大塚千弘、多田直人、酒向芳、岡田達也     |
| 12月10日 | やけっぱちのマリア   | 竹内順子、前田希美                       |

| 1月7日   | 1985年のクラッシュ・ギャルズ                   | 鈴木杏、佐藤仁美、金田明夫、石田太郎         |
| 1月21日  | 髑髏城の花嫁                                   | 大内厚雄、石川由依、中川晃教、高橋理恵子     |
| 2月4日   | 新・動物園物語                                 | 吉沢悠、さくら、伊藤友乃                     |
| 2月25日  | DINER（ダイナー）                              | 原田夏希、小杉十郎太、山崎銀之丞、伊藤えん魔 |
| 3月11日  | 光                                             | 佐藤涼平、早乙女大和、林香帆、末岡拓人       |
| 4月1日   | 泥の子と狭い家の物語〜魔女と私の七〇日間戦争〜 | 岸田茜、日下由美、粟野史浩、谷川清美         |
| 4月29日  | ヘウレーカ                                     | 多田直人、渋谷はるか、吉見一豊、立木文彦     |
| 5月6日   | シュレミールと小さな潜水艦                     | 加藤虎ノ介、今井朋彦、坂口理恵、大場泰正     |
| 6月3日   | 恋愛映画は選ばない                             | 石田ひかり、大塚千弘、冨樫真、越智静香       |
| 7月1日   | ツングース特命隊                               | 北村有起哉、坂本真綾、平田広明、菅生隆之     |
| 7月22日  | 世界の終わりの魔法使い                         | 平田真菜、金元寿子、高橋理恵子、野中藍       |
| 8月26日  | リテイク・シックスティーン                     | 吉永淳、里久鳴祐果、中村倫也、山田健太       |
| 9月30日  | エイレーネーの瞳 シンドバッド23世の冒険        | 斎賀みつき、小林沙苗、佐藤せつじ、徳井優     |
| 10月28日 | 僕たちの宇宙船                                 | 上村祐翔、瀬川亮、手塚祐介、植田真介         |
| 11月25日 | いまはむかし〜竹取異聞〜                       | 細見大輔、前田希美、能登麻美子、冨樫かずみ   |
| 12月16日 | クリスマス・キャロル                           | 伊武雅刀、戸田恵子、平田広明、井上裕朗       |

| 1月6日   | 93番目のキミ                                   | 中山卓也、皆川純子、杉本有美、坂口湧久   |
| 1月20日  | 獅子の城塞                                     | 石橋徹郎、樋口泰子、吉見一豊、大内厚雄   |
| 2月17日  | 機械仕掛けの愛                                 | 新山千春、石田卓也、熊谷杏音、棚橋真典   |
| 2月24日  | 秘密の花園                                     | 中村ゆり、眞島秀和                       |
| 3月3日   | 幻坂                                           | 山野史人、大路恵美、堀内正美             |
| 3月17日  | あなたがいる場所                               | 国広富之、金沢碧、岡本富士太、日下由美   |
| 3月31日  | 旅猫リポート                                   | 細見大輔、阿部丈二、岡田さつき、坂口理恵 |
| 5月12日  | 放課後はミステリーとともに『探偵部への挑戦状』 | 朝倉あき、木下ほうか、堀田勝、松田悟志   |
| 5月26日  | 小惑星2162DSの謎                               | 多田直人、秋山エリサ、森下亮、大滝寛     |
| 6月2日   | 鷲の歌                                         | 古河耕史、大家仁志、坂本真綾、今泉舞     |
| 7月21日  | 白狐魔記 源平の風                              | 成河、今井朋彦、坂口理恵、川口覚         |
| 9月8日   | 砂漠の王子とタンムズの樹                       | 冠野智美、小山茉美、浅野雅博、大谷美貴   |
| 9月29日  | 白狐魔記 蒙古の波                              | 成河、北村有起哉、千葉哲也、坂本真綾     |
| 10月27日 | さいごの毛布                                   | 徳永えり、田岡美也子、松永玲子、松田悟志 |
| 11月10日 | あたたかい水の出るところ                       | 大後寿々花、馬場徹、塩田朋子、片岡富枝   |
| 12月15日 | びりっかすの神さま                             | 田村睦心、小林顕作、ザンヨウコ、中嶌聡   |

| 1月5日   | 予言村の転校生             | 葵わかな、山中崇、藤本喜久子、田中美奈子               |
| 1月19日  | 白狐魔記 洛中の火          | 成河、渡辺徹、山口馬木也、坂本真綾                     |
| 2月2日   | ニコイナ食堂               | 朝倉あき、谷村美月                                     |
| 2月16日  | ニコルの塔                 | 能登麻美子、白石涼子、小林沙苗、長澤奈央               |
| 3月2日   | know〜知っている           | 加藤虎ノ介、宮武美桜、磯部勉、山野史人、魏涼子、門田裕 |
| 3月16日  | カモメに飛ぶことを教えた猫 | 吉沢悠、地主芽生、苅谷俊介、木村庄之助                 |
| 3月23日  | 夜叉ヶ池で見つけた命       | 田中俊介、吉沢悠、真野恵里菜、苅谷俊介                 |
| 4月13日  | チョウたちの時間           | 多田直人 、大塚千弘、星智也、古河耕史                  |
| 4月27日  | 吸血鬼                     | 篠井英介、林家正蔵、亀田佳明、佐藤みゆき               |
| 6月1日   | スタープレイヤー           | 田中敦子、吉見一豊、藤元英樹、井上倫宏                 |
| 6月29日  | フラワー・ライフ           | 佐藤みゆき、亀田佳明、市原悦子                         |
| 7月13日  | 人喰い大熊と火縄銃の少女   | 川口覚、吉田まどか、金井良信、佐川和正、篠田三郎       |
| 8月24日  | 白狐魔記 戦国の雲          | 成河、岡幸二郎、坂本真綾、玉置玲央                     |
| 9月21日  | 双子島の秘密               | 小川涼、林真里花、粟野史浩、大橋吾郎                   |
| 10月5日  | アグリーガール             | 森カンナ、中村倫也、山崎美貴、唐沢潤                   |
| 11月2日  | シブちゃん                 | 小野賢章、横田美紀、美山加恋、金内喜久夫               |
| 11月30日 | スペース・マシン           | 寿大聡、渋谷はるか、銀河万丈、佐藤せつじ               |
| 12月14日 | タランの白鳥               | 海宝直人、石川由依、草村礼子、千葉哲也                 |

| 1月11日  | 昨日の海は                 | 横浜流星、中原果南、山本まなぶ、藤本喜久子         |
| 2月1日   | 走れ歌鉄！                 | 菊池銀河、武田杏香、斉藤暁、松岡依都美             |
| 2月29日  | 晴れたらいいね             | 原田樹里、石橋徹郎、石村みか、ハマカワフミエ       |
| 3月14日  | クラバート                 | 上村祐翔、江川央生、三浦祥朗、相沢舞               |
| 4月6日   | 白狐魔記 天草の霧          | 成河、坂本真綾、緒方恵美、今井朋彦                 |
| 5月2日   | 逢沢りく                   | 恒松祐里、こじまけいこ、木内義一、和泉敬子         |
| 5月30日  | 七帝柔道記                 | 柄本佑、渡部豪太、松田悟志、野間口徹、政岡泰志     |
| 6月27日  | 1492年のマリア             | 中川晃教、坂本真綾、亀田佳明、横田栄司             |
| 7月18日  | オリガ・モリソヴナの反語法 | 西山水木、銀粉蝶、大方斐紗子                       |
| 8月22日  | 夢巻                       | マギー、蟹江一平                                   |
| 9月5日   | エド魔女奇譚               | 野本ほたる、美山加恋、石橋徹郎、青木玄徳           |
| 9月19日  | 雨にもまけず粗茶一服       | 石田法嗣、小林さり、柳川慶子、野々すみ花、廣川三憲 |
| 10月17日 | あなたに似た自画像         | 国広富之、谷川清美、徳井優、吉見一豊、浅野雅博     |
| 11月14日 | 文学少年と運命の書         | 上村祐翔、高木珠里、東地宏樹、小林愛、銀河万丈     |
| 12月5日  | 白狐魔記 元禄の雪          | 成河、渡辺徹、坂本真綾、今井朋彦、石川禅           |

| 1月9日   | ちいさなちいさな王様   | 本田博太郎 、高橋光臣、牧口真幸、佃典彦        |
| 1月30日  | 帝冠の恋               | 野々すみ花、安西慎太郎、鈴木壮麻、毬谷友子     |
| 2月27日  | つばき、時跳び         | 美山加恋、川口覚                               |
| 3月13日  | UFOはもう来ない        | 樋井明日香、野田晋市、久野麻子、伊藤えん魔     |
| 3月27日  | 青春離婚               | 大渕野々花、渡辺佑太朗、岡陽介、松本妃代       |
| 4月3日   | タイムライダーズ       | 吉永拓斗、占部房子、山崎たくみ、磯部莉菜子     |
| 5月8日   | きりしたん算用記       | 大塚千弘、渡邉このみ、辻本祐樹、粟根まこと     |
| 5月29日  | あおなり道場始末       | 橋本淳、木下あかり、土屋神葉、廣田高志         |
| 6月26日  | エヴリシング・フロウズ | 前田旺志郎、川原亜矢子                         |
| 7月24日  | 金魚姫                 | 窪塚俊介、梅舟惟永、杉本有美、上田耕一         |
| 8月11日  | 斜陽の国のルスダン     | 花總まり、海宝直人、今井朋彦、星智也           |
| 8月28日  | また、桜の国で         | 井上芳雄、中川晃教、坂本真綾、鈴木壮麻         |
| 10月2日  | 風の向こうへ駆け抜けろ | 朝倉あき、東幹久、土屋伸之（ナイツ）、政岡泰志 |
| 10月16日 | 水晶宮の死神           | 大内厚雄、石川由依、今井朋彦、近江谷太朗       |
| 11月13日 | 天下城                 | 横田栄司、岡幸二郎、平埜生成、小田豊           |
| 12月18日 | クリスマスの幽霊       | 櫻井優輝、横堀悦夫、都築香弥子、小林トシ江     |

| 1月8日  | 月下花伝 時の橋を駆けて | 青山美郷、安西慎太郎、原田樹里、丸山厚人       |
| 1月29日 | 毒見師イレーナ          | 内堀律子、松田洋治、細見大輔、辻親八           |
| 2月19日 | ハリネズミの願い        | 高野志穂、吉沢悠、木村庄之助、火田詮子         |
| 3月5日  | カーミラ                | 大塚千弘、野々すみ花                           |
| 3月12日 | 時砂の王                | 木内義一、野田晋市、楠見薫、純名里沙、川添公二 |
| 3月26日 | メゾン・ド・関ケ原      | 伊藤沙莉、鉄平、藤岡弘、                       |
| 4月2日  | 王妃の帰還              | 小芝風花、木下晴香、櫻井淳子、高橋光臣         |
| 5月7日  | 蒼のファンファーレ      | 朝倉あき、東幹久、土屋伸之、小林雅巳           |
| 6月4日  | 夜露姫                  | 美山加恋、鯨井康介、石川禅、内田健司           |
| 7月2日  | さよなら、田中さん      | 鈴木梨央、幸田尚子、藤原寛輔、梅沢昌代         |
| 7月23日 | 火喰鳥 羽州ぼろ鳶組     | 筧利夫、山田キヌヲ、青山勝、朝倉伸二           |
| 8月20日 | なにわ純情ナイトメア    | 小野賢章、谷村美月、岡本玲                     |
| 8月27日 | 暁のハルモニア          | 海宝直人、藤岡正明、朝夏まなと、鈴木壮麻       |
| 9月10日 | カムパネルラ            | 平埜生成、春名風花、加藤清史郎                 |
| 10月8日 | 武揚伝                  | 成河、北村有起哉、亀田佳明、谷田歩             |
| 11月5日 | ギルとエンキドゥ        | 百瀬朔、大橋吾郎、安藤瞳、木津誠之             |

| 1月7日   | タイムライダーズ 紀元前6500万年からの逆襲 | 吉永拓斗、占部房子、磯部莉菜子、大友龍三郎                     |
| 1月21日  | 夢みるゴシック それは怪奇なセレナーデ     | 石川由依、藤岡正明、多田直人、野々すみ花                       |
| 2月11日  | 北海タイムス物語                          | 柄本佑、津田寛治、桐山漣、児島功一                             |
| 2月25日  | 夜のストーリーボックス                    | 大塚千弘、加藤虎ノ介                                           |
| 3月4日   | 日本のヤバい女の子                        | 山田由梨、内田慈、奥田洋平                                     |
| 3月11日  | 高天原探題                                | 橋本淳、村上穂乃佳、川添公二                                   |
| 3月25日  | ロロ・ジョングランの歌声                  | 大西礼芳、前川泰之、ドゥイキ・ヨセフ・クリストファー           |
| 4月1日   | 河童の記憶                                | 吉井乃歌、大手忍、倉野章子、谷川清美                           |
| 4月29日  | 夢みるゴシック それは常世のレクイエム     | 石川由依、藤岡正明、鈴木幸二、野々すみ花                       |
| 5月27日  | 手をつないだまま さくらんぼの館で         | 熊谷魁人、大川春菜、藤本喜久子、水沢有美                       |
| 7月1日   | ディス・イズ・ザ・デイ                    | 藤山扇治郎、鬼頭典子、野々村のん、窪塚俊介、新納だい           |
| 7月29日  | ベルリン1989                              | 海宝直人、咲妃みゆ、鈴木壮麻、島田歌穂                         |
| 8月19日  | 元中学生日記                              | 佐野岳、森田甘路、甲斐田ゆき、横田美紀                         |
| 9月16日  | 夜哭烏 羽州ぼろ鳶組                       | 筧利夫、山田キヌヲ、朝倉伸二、津田英佑                         |
| 10月14日 | 僕たちはもう帰りたい                      | 木野花、石田法嗣、森田望智、大西信満、映美くらら、渡辺いっけい |
| 10月21日 | 紺碧のアルカディア                        | 花總まり、坂本真綾、井上芳雄、霧矢大夢                         |
| 11月11日 | あずかりやさん                            | 岡本玲、小関裕太、峯村リエ、駒井蓮                             |
| 12月2日  | ぱきゅん                                  | 多田直人、加藤清史郎、大後寿々花、谷田歩                       |

### 2020年代
| 1月6日   | 時めがね金沢うた絵巻              | 内藤大希、石川由依、岡幸二郎、鯨井康介                 |
| 1月20日  | 鷲は舞い降りた                    | 東幹久、陰山泰、長森雅人、古河耕史                     |
| 2月3日   | イレーナの帰還                    | 内堀悦子、松田洋治、桐山漣、唐沢潤                     |
| 3月9日   | ハプスブルクの宝剣                | 中川晃教、野々すみ花、田代万里生、加藤和樹             |
| 4月6日   | 阪堺電車177号の追憶               | 徳井優、谷村美月、久保史緒里、マキタスポーツ、奥井隆一 |
| 4月20日  | 00-03 都より愛をこめて            | 梶裕貴、木﨑ゆりあ、玄田哲章                           |
| 5月18日  | ベルリンは晴れているか            | 井頭愛海、蟹江一平                                     |
| 7月6日   | ストーリーボックス ザ・トーキョー | 村川絵梨、亀田佳明、小沢真珠、八木優希                 |
| 7月27日  | 悠久のアンダルス                  | 朝夏まなと、伊礼彼方、相葉裕樹、咲妃みゆ               |
| 8月31日  | 隠しの国                          | 百瀬朔、吉井乃歌、野村昇史、木津誠之、八幡みゆき       |
| 9月28日  | ウィッグ取ったらただの人          | 入野自由、山口由里子、仲村宗悟                         |
| 10月19日 | 鬼煙管 羽州ぼろ鳶組               | 筧利夫、山田キヌヲ、山口馬木也、大沢健                 |
| 11月16日 | レディ・トラベラー1920            | 野々すみ花、谷田歩、壮一帆、石川禅                     |
| 12月21日 | ＜あの絵＞のまえで                | 平祐奈、村上穂乃佳、田島令子                           |

| 2021年   | 2021年                                         | 2021年                                                 |
| 開始日   | 作品名                                         | 主な出演者                                             |
| -------- | ---------------------------------------------- | ------------------------------------------------------ |
| 1月4日   | 輪廻転Payうた絵巻                              | 昆夏美、内藤大希、原田優一、音月桂                     |
| 1月18日  | シンクホール                                   | 井上加奈子、下之園嵐史、永嶋柊吾、松永玲子、渋谷はるか |
| 2月1日   | 負け犬たちのミッドナイト・バス                 | 栗原類、内田理央、堀川りょう                           |
| 3月1日   | 谷川俊太郎の詩と旅する ことのはワンダーランド  | 木津誠之、池田将、谷川清美、上田桃子                   |
| 3月15日  | イッツ・ア・ビューティフルワールド             | 美山加恋、大後寿々花、毬谷友子、神農直隆               |
| 3月29日  | 当面の間、変身します                           | 渡部豪太、小市慢太郎、祁答院雄貴、水野絵梨奈           |
| 4月5日   | アゴラ69 ～僕らの詩（うた）～                  | 醍醐虎汰朗、高月彩良、長村航希、北香那                 |
| 5月3日   | 嘘か真か                                       | 吉永拓斗、祷キララ、上坂すみれ、内田慈                 |
| 5月10日  | ヨコハマ・ジャスミンホテル                     | 平埜生成、花總まり、藤岡正明、石川由依                 |
| 6月7日   | 浮遊霊ブラジル                                 | 西田敏行                                               |
| 6月28日  | 女だてら                                       | 松岡依都美、寿大聡、加藤虎ノ介、上杉祥三               |
| 8月16日  | 1848                                           | 真彩希帆、海宝直人、霧矢大夢、野々すみ花               |
| 9月20日  | 人工心臓                                       | 橋本淳、菅野莉央、瀧川鯉斗、みのすけ                   |
| 10月11日 | ソラのスケッチブック                           | 成河、坂本真綾、平田広明、渋谷はるか                   |
| 11月1日  | ピーチ・ガイ～ハリウッド・リメイク『桃太郎』～ | 戸塚純貴、蘭乃はな、七味まゆ味、三上市朗               |
| 11月15日 | 菩薩花 羽州ぼろ鳶組                            | 筧利夫、山田キヌヲ、山口馬木也、大沢健、朝倉伸二       |
| 11月29日 | 黒十字の魔女 ヴィクトリア朝怪奇冒険譚外伝      | 大内厚雄、石川由依、緒月遠麻、花乃まりあ               |
| 12月20日 | 世界から歌が消える前に                         | 井上小百合、入野自由、藤井隆、鈴木福、夏木マリ         |

| 2022年   | 2022年                         | 2022年                                           |
| 開始日   | 作品名                         | 主な出演者                                       |
| -------- | ------------------------------ | ------------------------------------------------ |
| 1月10日  | 柳生非情剣                     | 津田寛治、小手伸也、加藤諒、渡部豪太             |
| 1月17日  | 六人の嘘つきな大学生           | 奥野壮、土村芳                                   |
| 2月7日   | かがみ池のからくり             | 白石聖、山崎樹範、山内圭哉                       |
| 2月21日  | ウブヒメ                       | 田村芽実、成河、渡辺いっけい、仙名彩世           |
| 3月7日   | 鷗外 青春診療録控 千住に吹く風 | 田中俊介、羽場裕一、加藤忍                       |
| 3月21日  | カナコと加奈子のやり直し       | 本田望結、平埜生成、田中偉登、犬飼直紀           |
| 4月11日  | 四捨五入殺人事件               | 加藤諒、陰山泰、幸田尚子、千葉雅子               |
| 5月9日   | かおる、ストーリーボックス     | 貫地谷しほり、平岡祐太                           |
| 5月23日  | 青髭公の五番目の花嫁           | 真彩希帆、加藤和樹、香寿たつき、鈴木壮麻         |
| 6月20日  | 黒い瞳のボヘミアン             | 華優希、海宝直人、伊礼彼方、桜咲彩花             |
| 7月11日  | 優しい死神の飼い方             | 松田悟志、吉本実憂                               |
| 8月1日   | あたふたオペラ「からめん」     | 又吉秀樹、金子美香、鵜木絵里、上原理生           |
| 8月29日  | 軽業師タチアナと大帝の娘       | 朝夏まなと、野々すみ花                           |
| 9月19日  | 滅びの前のシャングリラ         | 鈴木福、鈴木梨央、渋川清彦                       |
| 10月17日 | 夢胡蝶～羽州ぼろ鳶組           | 筧利夫、山田キヌヲ、山口馬木也、松田洋治、大沢健 |
| 11月7日  | 白銀騎士団 シルバー・ナイツ    | 相葉裕樹、原田優一、神農直隆                     |
| 12月5日  | まるみちゃんとうさぎくん       | 池田葵、佐藤藍子、ダンディ坂野、奥野壮           |

| 2023年   | 2023年                            | 2023年                                                 |
| 開始日   | 作品名                            | 主な出演者                                             |
| -------- | --------------------------------- | ------------------------------------------------------ |
| 1月23日  | うるはしみにくし あなたのともだち | 桜庭ななみ、忍成修吾、山本真菜                         |
| 2月6日   | マクロプロスの処方箋              | 大空ゆうひ、音くり寿、鈴木壮麻                         |
| 2月13日  | 常識のない喫茶店                  | 朝倉あき、本田博太郎、福井裕子                         |
| 2月27日  | ふれるストーリーボックス          | 桐山漣、山口果林、内田慈、祷キララ                     |
| 3月6日   | 昼も夜も彷徨え                    | 成河、咲妃みゆ、入野自由                               |
| 4月3日   | シャドー８１                      | 落合モトキ、陰山泰、朝倉あき、小山剛志                 |
| 5月8日   | ウィル                            | 加藤清史郎、内藤大希、留依まきせ、大山真志             |
| 6月5日   | 玉麒麟 羽州ぼろ鳶組               | 筧利夫、山田キヌヲ、山口馬木也、大沢健、宇梶剛士       |
| 6月19日  | ラングドックの薔薇                | 海宝直人、廣瀬友祐、坂本真綾、彩乃かなみ               |
| 7月3日   | 深夜プラス1                       | 古河耕史、津田寛治、浅野和之、千葉雅子                 |
| 7月31日  | 夜に星を放つ                      | 石川瑠華、藤堂日向、田畑志真、大東駿介、豊田温大       |
| 9月18日  | とけるストーリーボックス          | 潘めぐみ、田中要次、尾美としのり、渡邉心結、平体まひろ |
| 10月9日  | あたふたオペラ からふる物語       | 村上公太、池谷のぶえ、鵜木絵里、金子美香               |
| 11月20日 | 嘘の木                            | 能登麻美子、高橋理恵子、朴璐美、潘めぐみ               |

| 2024年   | 2024年                              | 2024年                                           |
| 開始日   | 作品名                              | 主な出演者                                       |
| -------- | ----------------------------------- | ------------------------------------------------ |
| 1月8日   | 死にたがりの君に贈る物語            | 望月歩、大塚宣幸、山形匠、安齋拓真               |
| 2月5日   | 影をなくした男                      | 中川晃教、花乃まりあ、谷田歩、梶原航             |
| 2月12日  | 火星ダーク・バラード                | 桐山漣、井上小百合、井上和彦、銀河万丈、忍成修吾 |
| 2月26日  | 太陽の城 月の砦                     | 華優希、上口耕平、横田栄司、彩吹真央             |
| 3月25日  | 襲大鳳 羽州ぼろ鳶組                 | 筧利夫、山田キヌヲ、石橋蓮司、山口馬木也         |
| 5月6日   | 風のスケッチブック                  | 玉置玲央、谷村美月、渡辺いっけい                 |
| 5月27日  | 逆光のシチリア                      | 加藤和樹、田代万里生、愛月ひかる、真彩希帆       |
| 6月24日  | 雨のスケッチブック                  | 相葉裕樹、大後寿々花、酒向芳、塩田朋子           |
| 7月22日  | 月の立つ林で                        | 音月桂、大山真志、佐藤誓、音くり寿、仙名彩世     |
| 8月5日   | あたふたオペラ きんつば姫とリゴレ糖 | 入江雅人、守谷由香、山本耕平、岡本泰寛           |
| 8月26日  | リニューアル                        | 小林親弘、井口裕香、土田玲央、大塚明夫           |
| 9月16日  | 星のスケッチブック                  | 華優希、多田直人、中村彰男、夏月都               |
| 10月7日  | 新釈・遠野物語                      | 加藤諒、朝倉あき、石井愃一、有福正志             |
| 10月28日 | 四日間家族                          | 土村芳、高橋克実、増子倭文江、佐藤結良           |
| 11月18日 | ＳとＦ                              | 松本怜生、池間夏海、山崎和佳奈、異儀田夏葉       |
| 12月16日 | ピアノdays                          | 平田広明、伊礼彼方、野々すみ花、百名ヒロキ       |

| 2025年  | 2025年                                    | 2025年                                                 |
| 開始日  | 作品名                                    | 主な出演者                                             |
| ------- | ----------------------------------------- | ------------------------------------------------------ |
| 1月6日  | 彼女が遺したミステリ                      | 入野自由、柚木涼香、岡本夏美、三田みらの               |
| 2月3日  | ストーリーボックス ザ・マネー             | 永嶋柊吾、柳生みゆ、千葉哲也、大和田悠太、占部房子     |
| 2月24日 | 白銀騎士団 -高貴なる亡霊-                 | 相葉裕樹、原田優一、神農直隆、瑞生桜子                 |
| 3月10日 | 天涯の砦                                  | 古河耕史、生越千晴、小林親弘、平田広明                 |
| 4月7日  | 海の綺士団 -Umi no kishidan-              | 柚香光、渡辺大輔、三浦涼介、廣瀬友祐                   |
| 5月12日 | 謙信サマは今日も気まぐれ                  | 工藤遥、井頭愛海、鈴木達央、天田益男                   |
| 6月9日  | リフレイン -私とおじいちゃんの捜査ノート- | 上坂樹里、緒方賢一、西野七瀬、井上麻里奈               |
| 6月30日 | 山のスケッチブック                        | 真彩希帆、大久保祥太郎、佐藤誓、大森美紀子、岡田さつき |
| 7月21日 | ナカスイ！ -海なし県の水産高校-           | 福本莉子、大橋彩香、川島鈴遥、宇垣美里                 |
| 8月18日 | 中二病な僕の革命的アオハル                | 天﨑滉平、結川あさき、白田千尋、松岡禎丞               |
| 9月1日  | 記憶を食（は）む                          | 朝倉あき、神農直隆、谷川清美、菊地真之                 |

### その他の出演者
年代別一覧に記載のある出演者を除く。全てを網羅しているわけではなく、あくまでも一部。作品名についても同様。
| 青山伊津美     | 『シュレミールと小さな潜水艦』『獅子の城塞』                                                        |
| 赤塚篤紀       | 『白狐魔記 源平の風』『武揚伝』                                                                     |
| 浅場万矢       | 『見かけの二重星』『鷲の歌』『つばき、時跳び』                                                      |
| 有福正志       | 『七帝柔道記』『北海タイムス物語』                                                                  |
| 池内万作       | 『スーツケース・キッド〜バイバイわたしのおうち〜』                                                  |
| 伊沢勉         | 『オーデュボンの祈り』『終末のフール』『ほろびた国の旅』                                            |
| 磯山さやか     | 『スカラムーシュ』                                                                                  |
| 猪野学         | 『火喰鳥 羽州ぼろ鳶組』『イレーナの帰還』                                                           |
| 今井りか       | 『神去なあなあ日常』                                                                                |
| 内山絢貴       | 『幻坂』『know〜知っている』                                                                        |
| 梅田千絵       | 『幻坂』『時砂の王』                                                                                |
| 江良潤         | 『プラハの春』『名馬 風の王』『ミヨリの森』『ジャガーになった男』『ゴー・ゴー！チキンズ』『黒蜥蜴』 |
| 円城寺あや     | 『レディ・パイレーツ』『オリガ・モリソヴナの反語法』                                                |
| 大石吾朗       | 『ヤッさん』                                                                                        |
| 大浦千佳       | 『恋愛映画は選ばない』『僕たちの宇宙船』『ニコイナ食堂』                                            |
| カゴシマジロー | 『ヘウレーカ』『鷲の歌』                                                                            |
| 鍛冶本大樹     | 『白狐魔記 戦国の雲』                                                                               |
| 川上麻衣子     | 『ごくらくちんみ』                                                                                  |
| 川下大洋       | 『DINER』『Know〜知っている』『笑う世紀末探偵』                                                     |
| 岸井ゆきの     | 『七帝柔道記』                                                                                      |
| 北川響         | 『魔術師』『ニコイナ食堂』                                                                          |
| キタキマユ     | 『ヤッさん』                                                                                        |
| 木下政治       | 『645〜大化の改新・青春記』『僕たちの宇宙船』                                                       |
| 木場勝己       | 『夢源氏剣祭文』『天使のリール』                                                                    |
| 清郷流号       | 『予言村の転校生』『金魚姫』                                                                        |
| 久ヶ沢徹       | 『アグリーガール』                                                                                  |
| 草薙仁         | 『なぞタクシーに乗って…』『レディ・パイレーツ』『蜩ノ記』『クリスマスの幽霊』                       |
| 久米明         | 『失われた地平線』『海賊モア船長の遍歴』                                                            |
| 藏内秀樹       | 『蜩ノ記』『幻想郵便局』『恋愛映画は選ばない』                                                      |
| 蔵崎青児       | 『超能力はワインの香り』                                                                            |
| 蔵下穂波       | 『蒼のファンファーレ』『北海タイムス物語』『鷲は舞い降りた』                                        |
| 小杉幸彦       | 『タイムスリップ川中島』『蜩ノ記』『吸血鬼』                                                        |
| 五大路子       | 『カレーライフ』                                                                                    |
| 児玉萌々       | 『鏡の偽乙女〜薄紅雪華紋様〜』                                                                      |
| 小林さやか     | 『ごくらくちんみ』                                                                                  |
| 小松利昌       | 『僕たちの戦争』                                                                                    |
| 佐伯日菜子     | 『蒲生邸事件』                                                                                      |
| 斉藤祐一       | 『93番目のキミ』『白狐魔記 戦国の雲』                                                               |
| 坂部文昭       | 『あたたかい水の出るところ』『髑髏城の花嫁』『モンテ・クリスト伯』                                  |
| 崎本大海       | 『バッテリー』『移動都市』                                                                          |
| 佐久間哲       | 『やけっぱちのマリア』                                                                              |
| 櫻井章喜       | 『黄金仮面』『なくしたものたちの国』『エイレーネーの瞳 シンドバット23世の冒険』                     |
| 五月晴子       | 『神去なあなあ日常』『幻想郵便局』『93番目のキミ』                                                  |
| 澤田怜央       | 『夜叉ヶ池で見つけた命』『新・動物園物語』                                                          |
| 篠原真衣       | 『負け犬たちのミッドナイトバス』                                                                    |
| 柴井伶太       | 『旅猫リポート』『白狐魔記 洛中の火』                                                               |
| 島崎裕気       | 『七帝柔道記』『蒼のファンファーレ』                                                                |
| 清水詩音       | 『走れ歌鉄！』『あなたのいる場所』                                                                  |
| 清水葉月       | 『北海タイムス物語』『鷲は舞い降りた』                                                              |
| 志村東吾       | 『冷凍人間の復活』                                                                                  |
| 下池沙知       | 『やけっぱちのマリア』                                                                              |
| 下條アトム     | 『シンクホール』                                                                                    |
| 白倉裕二       | 『やけっぱちのマリア』                                                                              |
| 菅野良一       | 『旅猫リポート』                                                                                    |
| 菅原大吉       | 『一瞬の風になれ』                                                                                  |
| 鈴木林蔵       | 『有頂天家族』『家守綺譚』                                                                          |
| 関輝雄         | 『やけっぱちのマリア』『いまはむかし〜竹取異聞〜』『シブちゃん』                                    |
| 関秀人         | 『G戦場ヘヴンズドア』                                                                               |
| 関戸将志       | 『黄金仮面』『さいごの毛布』                                                                        |
| 瀬戸口郁       | 『死神の精度』                                                                                      |
| 祖父江進       | 『スカラムーシュ』『吸血鬼』『スタープレイヤー』                                                    |
| たかお鷹       | 『アドリア海の復讐』『ツングース特命隊』                                                            |
| 高瀬哲朗       | 『フランケンシュタイン』『予言村の転校生』『いまはむかし〜竹取異聞〜』                              |
| 高橋克明       | 『月蝕島の魔物』『海に降る』『光』『獅子の城塞』                                                    |
| たかべしげこ   | 『尾張春風伝』『風神秘抄』                                                                          |
| 多田木亮佑     | 『ロロ・ジョングランの歌声』『手をつないだまま さくらんぼの館で』                                   |
| 立石涼子       | 『スカラムーシュ』『王の眠る丘』                                                                    |
| 田中孝史       | 『阪堺電車177号の追憶』                                                                             |
| 田中瑠愛       | 『予言村の転校生』                                                                                  |
| 団時朗         | 『ラジオ・キラー』                                                                                  |
| 千葉ペイトン   | 『怪人二十面相・伝』『オーデュボンの祈り』                                                          |
| 千葉雅子       | 『毒味師イレーナ』                                                                                  |
| 千代将太       | 『鏡の偽乙女〜薄紅雪華紋様』                                                                        |
| チョウ・ヨンホ | 『双子島の秘密』『帝冠の恋』『暁のハルモニア』『紺碧のアルカディア』                                |
| 辻本一樹       | 『プリンセス・トヨトミ』『神去なあなあ日常』                                                        |
| 筒井俊作       | 『白狐魔記 蒙古の波』                                                                               |
| 綱島郷太郎     | 『火喰鳥 羽州ぼろ鳶組』                                                                             |
| 鶴田忍         | 『タイムスリップ明治維新』                                                                          |
| 寺部智英       | 『七帝柔道記』                                                                                      |
| 遠山俊也       | 『浮遊霊ブラジル』                                                                                  |
| 得丸伸二       | 『雨にもまけず 粗茶一服』『きりしたん算用記』                                                       |
| 戸田葵         | 『珊瑚の島の夢』『機械仕掛けの愛』                                                                  |
| 外波山文明     | 『海賊モア船長の遍歴』                                                                              |
| 外山誠二       | 『獅子の城塞』『鷲の歌』『スペース・マシン』                                                        |
| 富岡英里子     | 『あなたがいる場所』『僕たちの宇宙船』                                                              |
| 豊田茂         | 『また、桜の国で』『ハプスブルクの宝剣』                                                            |
| 長沢大         | 『カレーライフ』『リテイク・シックスティーン』                                                      |
| 永沼伊久也     | 『阪堺電車177号の追憶』                                                                             |
| 中丸新将       | 『砂漠の歌姫』                                                                                      |
| 中村梅雀       | 『魔岩伝説』                                                                                        |
| 夏川加奈子     | 『しゃばけ』『家電の極意』『リテイク・シックスティーン』                                            |
| 新村礼子       | 『夢源氏剣祭文』                                                                                    |
| 西尾友樹       | 『シブちゃん』『武揚伝』                                                                            |
| 西山浩司       | 『空色勾玉』                                                                                        |
| 二瓶鮫一       | 『BANANA・FISH』                                                                                    |
| 温井摩耶       | 『フライケンシュタイン』『ピエタ』『ヘウレーカ』                                                    |
| 野口俊丞       | 『シュレミールと小さな潜水艦』                                                                      |
| 野添義弘       | 『DIVE!!』                                                                                          |
| 野波麻帆       | 『放課後はミステリーとともに』                                                                      |
| 箱田暁史       | 『獅子の城塞』『晴れたらいいね』                                                                    |
| 浜丘麻矢       | 『ラジオ・キラー』『死神の精度』                                                                    |
| 春海四方       | 『やけっぱちのマリア』                                                                              |
| 伴美奈子       | 『移動都市』                                                                                        |
| 樋浦勉         | 『なぞタクシーに乗って…』『砂漠の歌姫』                                                             |
| 東啓介         | 『六人の嘘つきな大学生』                                                                            |
| 平泉成         | 『今夜は眠れない』『ゴー・ゴー！チキンズ』シリーズ                                                  |
| 深川圭         | 『走れ歌鉄！』                                                                                      |
| 福井裕子       | 『黒蜥蜴』                                                                                          |
| 舟木幸         | 『トリガー』                                                                                        |
| 保泉沙耶       | 『一瞬の風になれ』                                                                                  |
| 細貝光司       | 『白狐魔記 源平の風』                                                                               |
| 堀田和則       | 『オーデュボンの祈り』『私の彼はポアンカレー』                                                      |
| 本多新也       | 『フランケンシュタイン』『氷山の南』                                                                |
| 前田綾         | 『旅猫リポート』                                                                                    |
| 真那胡敬二     | 『ヘウレーカ』『獅子の城塞』                                                                        |
| 丸尾聡         | 『カラフル』『穴（HOLES）』『スペース・マシン』                                                     |
| 水石亜飛夢     | 『双子島の秘密』                                                                                    |
| 瑞生桜子       | 『帝冠の恋』『斜陽の国のルスダン』『悠久のアンダルス』                                              |
| 三谷悦代       | 『二分間の冒険』『いまはむかし〜竹取異聞〜』                                                        |
| 峰さを理       | 『空色勾玉』                                                                                        |
| 峯村淳二       | 『鏡の偽乙女〜薄紅雪華紋様』『三匹のおっさん』『光』『エイレーネーの瞳 シンドバット23世の冒険』     |
| 三原じゅん子   | 『ラジオの前で』『闘う女。〜そんな私のこんな生きかた〜』                                            |
| 宮内敦士       | 『永遠の森 博物館惑星』                                                                             |
| 宮内順子       | 『小袖日記』『二分間の冒険』                                                                        |
| 宮嶋麻衣       | 『有頂天家族』『屋上デモクラシー』                                                                  |
| 村上新悟       | 『獅子の城塞』『白狐魔記 元禄の雪』                                                                 |
| 村崎真彩       | 『昨日の海は』                                                                                      |
| 村澤寿彦       | 『迷宮百年の睡魔』『失われた地平線』『タイムスリップ川中島』                                        |
| 村松克己       | 『蒲生邸事件』                                                                                      |
| メイサツキ     | 『小袖日記』                                                                                        |
| もたい陽子     | 『ヤッさん』                                                                                        |
| 森聖矢         | 『DIVE!!』                                                                                          |
| 森田亜紀       | 『僕たちの戦争』『G戦場ヘヴンズドア』                                                               |
| 守殿愛生       | 『エヴリシング・フロウズ』                                                                          |
| 森永悠希       | 『G戦場ヘヴンズドア』                                                                               |
| 薬丸夏子       | 『びりっかすの神さま』『ゴー・ゴー！チキンズ』                                                      |
| 矢崎文也       | 『白狐魔記 洛中の火』『鷲の歌』                                                                     |
| 八城まゆ       | 『王妃の帰還』『ウィッグ取ったらただの人』                                                          |
| 山崎千恵子     | 『やけっぱちのマリア』『さいごの毛布』『ニコイナ食堂』                                              |
| 湯浅崇         | 『幻坂』『ニコイナ食堂』                                                                            |
| 油井昌由樹     | 『二分間の冒険』『いまはむかし〜竹取異聞〜』                                                        |
| 良田麻美       | 『びりっかすの神さま』『小袖日記』                                                                  |
| 隆大介         | 『闇の守り人』                                                                                      |
| 伶美うらら     | 『ハプスブルクの宝剣』                                                                              |
| 若松武史       | 『精霊の守り人』                                                                                    |
| 渡辺卓         | 『レヴォリューションNo.3』『精霊の守り人』                                                          |
| 渡辺優奈       | 『砂漠の歌姫』『クリスマス・キャロル』『白狐魔記 源平の風』                                         |

| 相田さやか   | 『迷宮百年の睡魔』                                                                   |
| 青木柚       | 『海に降る』『また、桜の国で』『カムパネルラ』                                       |
| 赤池裕美子   | 『エイレーネーの瞳 シンドバット23世の冒険』                                          |
| 浅野真澄     | 『二分間の冒険』                                                                     |
| 天田益男     | 『イレーナの帰還』                                                                   |
| 荒川大三郎   | 『神南の母（ママ）の備忘録（メモワール）』『小袖日記』                               |
| 有村栞佐子   | 『DINER（ダイナー）』                                                                |
| 五十嵐明     | 『移動都市』『砂漠の歌姫』                                                           |
| 石津彩       | 『しゃばけ』                                                                         |
| 石母田史朗   | 『分身』                                                                             |
| 磯西真喜     | 『蜩ノ記』                                                                           |
| 糸博         | 『封神演義』                                                                         |
| 岩崎ひろし   | 『死神の精度』『砂漠の歌姫』『失われた地平線』                                       |
| 岩本明子     | 『know〜知っている』                                                                 |
| 浦和めぐみ   | 『ミヨリの森』『哲ねこ七つの冒険』『なくしたものたちの国』                           |
| 江守浩子     | 『ニコルの塔』                                                                       |
| 遠藤章史     | 『獅子の城塞』                                                                       |
| 大塚周夫     | 『家族ホテル』                                                                       |
| 大林隆介     | 『フランケンシュタイン』『海に降る』『シュレミールと小さな潜水艦』                   |
| 小川剛生     | 『蜩ノ記』                                                                           |
| 小高三良     | 『タイムスリップ川中島』                                                             |
| 落合弘治     | 『レディ・パイレーツ』                                                               |
| 海鋒拓也     | 『ハッピーバースデー』『迷宮百年の睡魔』『5つの贈りもの』                            |
| 掛川裕彦     | 『王の眠る丘』『太陽の簒奪者』                                                       |
| 陰山真寿美   | 『イレーナの帰還』『哲ねこ七つの冒険』                                               |
| 粕谷雄太     | 『世界の終わりの魔法使い』                                                           |
| 金子有希     | 『クラバート』                                                                       |
| 金松彩夏     | 『アグリーガール』『あなたに似た自画像』                                             |
| 神尾晋一郎   | 『恋愛映画は選ばない』『僕たちの宇宙船』『人喰い大熊と火縄銃の少女』『双子島の秘密』 |
| 亀岡孝洋     | 『クラバート』                                                                       |
| 狩野翔       | 『ウィッグ取ったらただの人』                                                         |
| 川澄綾子     | 『二分間の冒険』『びりっかす神さま』『ニコルの塔』                                   |
| 川西ゆうこ   | 『ニコルの塔』                                                                       |
| 川原慶久     | 『クラバート』                                                                       |
| 川本克彦     | 『しゃばけ』                                                                         |
| 神奈延年     | 『トリガー』                                                                         |
| 喜多道枝     | 『ハッピーバースデー』                                                               |
| 木下秀雄     | 『海賊モア船長の遍歴』                                                               |
| 木下浩之     | 『魔岩伝説』                                                                         |
| 木村良平     | 『一瞬の風になれ』                                                                   |
| 京田尚子     | 『砂漠の王子とタンムズの樹』                                                         |
| 金月真美     | 『哲ねこ七つの冒険』                                                                 |
| 久野美咲     | 『びりっかすの神さま』                                                               |
| 隈本吉成     | 『蜩ノ記』                                                                           |
| 栗本有紀子   | 『DINER（ダイナー）』                                                                |
| 此島愛子     | 『穴（HOLES）』『海辺の王国』                                                        |
| 小林清志     | 『完璧な涙』『ゲノム・ハザード』                                                     |
| 小林親弘     | 『魔術師』『人工心臓』『フランケンシュタイン』『クリスマス・キャロル』               |
| 込山順子     | 『ミヨリの森』                                                                       |
| 斎藤志郎     | 『アグリーガール』『シブちゃん』『垂直の記憶』                                       |
| 斉藤佑圭     | 『クラバート』                                                                       |
| 阪脩         | 『ザ・ワンダーボーイ』『クリスマスの幽霊』                                           |
| 榊原優樹     | 『元中学生日記』                                                                     |
| 咲野俊介     | 『終末のフール』『毒味師イレーナ』                                                   |
| 桜井ういよ   | 『負け犬たちのミッドナイトバス』                                                     |
| 桜井敏治     | 『これは王国のかぎ』                                                                 |
| 佐古真弓     | 『また、桜の国で』『光』                                                             |
| 佐々木睦     | 『タイムスリップシリーズ』『赤と黒』『バルト海の復讐』                               |
| 佐々木瑶子   | 『おいしいコーヒーのいれ方』『天使のリール』                                         |
| 佐藤正治     | 『しゃばけ』                                                                         |
| 塩屋浩三     | 『タイムスリップ川中島』『スピリット・リング』                                       |
| 鹿瀬ハジメ   | 『G戦場ヘヴンズドア』『僕たちの戦争』                                                |
| 渋谷茂       | 『世界の終わりの魔法使い』『エイレーネーの瞳 シンドバット23世の冒険』                |
| 島香裕       | 『仮想の騎士』                                                                       |
| 島津冴子     | 『家族ホテル』『笑う20世紀』                                                         |
| 清水明彦     | 『氷山の南』『走れ歌鉄！』『晴れたらいいね』                                         |
| 白川周作     | 『ハッピーバースデー』                                                               |
| 白鳥哲       | 『永遠の森 博物館惑星』『ダブル・キャスト』                                          |
| 白鳥由里     | 『これは王国のかぎ』                                                                 |
| 神宮寺弥生   | 『小惑星美術館』                                                                     |
| 菅沼久義     | 『クラバート』                                                                       |
| 菅原祥子     | 『これは王国のかぎ』                                                                 |
| 杉浦慶子     | 『世界の終りの魔法使い』『砂漠の王子とタンムズの樹』                                 |
| 杉浦奈保子   | 『二分間の冒険』                                                                     |
| 杉田郁子     | 『空色勾玉』                                                                         |
| 鈴木佳由     | 『渚にて』                                                                           |
| 鈴木達央     | 『ウィッグ取ったらただの人』                                                         |
| 鈴木真仁     | 『二分間の冒険』                                                                     |
| 鈴木里彩     | 『しゃばけ』                                                                         |
| 瀬尾智美     | 『小袖日記』『いまはむかし〜竹取異聞〜』                                             |
| 関貴昭       | 『ゼンダ城の虜』『スカラムーシュ』『ナンバー・ライフ』                               |
| 関根信昭     | 『BANANA・FISH』『サラマンダー殲滅』『あたしの嫌いな私の声』                         |
| 大門真紀     | 『海に降る』『93番目のキミ』『人喰い大熊と火縄銃の少女』                             |
| 高島雅羅     | 『00-03 都より愛をこめて』                                                           |
| 瀧本富士子   | 『小惑星美術館』                                                                     |
| 多田野曜平   | 『哲ねこ七つの冒険』『タイムスリップ川中島』                                         |
| 田谷隼       | 『バッテリー』                                                                       |
| 龍田直樹     | 『哲ねこ七つの冒険』『魔岩伝説』                                                     |
| 田中里和     | 『ゼンダ城の虜』『黄金仮面』                                                         |
| 田中英樹     | 『タイムスリップ大坂の陣』『失われた地平線』                                         |
| 田中宏樹     | 『ヤっさん』『93番目のキミ』                                                         |
| 田中真弓     | 『世界でたったひとりの子』                                                           |
| 田の中勇     | 『封神演義』                                                                         |
| 近松孝丞     | 『文学少年と運命の書』                                                               |
| 千葉繁       | 『これは王国のかぎ』                                                                 |
| 津木昇子     | 『ロロ・ジョングランの歌声』                                                         |
| 津田匠子     | 『夢源氏剣祭文』『あたしの嫌いな私の声』                                             |
| 津田真澄     | 『らせん階段』                                                                       |
| 土田玲央     | 『クラバート』                                                                       |
| 手塚秀彰     | 『あずかりやさん』                                                                   |
| 鉄砲塚葉子   | 『哲ねこ七つの冒険』                                                                 |
| 寺井らん     | 『夜のストーリーボックス』『ディス・イズ・ザ・デイ』                                 |
| 寺澤理子     | 『know〜知っている〜』                                                               |
| 常盤祐貴     | 『王の眠る丘』                                                                       |
| 冨澤風斗     | 『なくしたものたちの国』                                                             |
| 内藤裕志     | 『白狐魔記 蒙古の波』                                                                |
| 中田隼人     | 『世界の終わりの魔法使い』                                                           |
| 永宝千晶     | 『あなたに似た自画像』                                                               |
| 中村章吾     | 『金魚姫』                                                                           |
| 名取幸政     | 『月下花伝 時の橋を駆けて』                                                          |
| 中矢由紀     | 『G戦場ヘヴンズドア』                                                                |
| 西村知道     | 『仮想の騎士』                                                                       |
| 沼田祐介     | 『哲ねこ七つの冒険』                                                                 |
| 根本泰彦     | 『イカロスの誕生日』『太陽の簒奪者』                                                 |
| 野村信次     | 『ハッピーバースデー』                                                               |
| 土師亜文     | 『泥の子と狭い家の物語〜魔女と私の七十日間戦争〜』                                   |
| 土師孝也     | 『移動都市』                                                                         |
| 長谷川敦央   | 『また、桜の国で』                                                                   |
| 畑中フー     | 『僕たちの戦争』                                                                     |
| 春原雅之     | 『いまはむかし〜竹取異聞〜』『旅猫リポート』                                         |
| 日笠山亜美   | 『ニコルの塔』                                                                       |
| 日野聡       | 『一瞬の風になれ』                                                                   |
| 日野未歩     | 『二分間の冒険』                                                                     |
| 平尾明香     | 『クラバート』                                                                       |
| 比留間俊哉   | 『ウィッグ取ったらただの人』                                                         |
| 廣田行生     | 『月蝕島の魔物』『ツングース特命隊』『獅子の城塞』                                   |
| 深谷悠       | 『クラバート』                                                                       |
| 福士秀樹     | 『着陸拒否』『フルネルソン』『押入れのちよ』                                         |
| 福田賢二     | 『あずかりやさん』                                                                   |
| 藤貴子       | 『タイムライダーズ 紀元前6500万年からの逆襲』                                        |
| 藤井美波     | 『黒蜥蜴』                                                                           |
| 藤沢としや   | 『DINER』                                                                            |
| 藤田記子     | 『あおなり道場始末』                                                                 |
| 二又一成     | 『オルガニスト』                                                                     |
| 古谷徹       | 『イカロスの誕生日』                                                                 |
| 細井治       | 『スウィート・アンダーグラウンド』                                                   |
| 堀之紀       | 『ゲノム・ハザード』『海辺の王国』                                                   |
| 堀尾雅彦     | 『迷宮百年の睡魔』                                                                   |
| 前田綾香     | 『逢沢りく』                                                                         |
| 前田昌明     | 『タイム・リーパー』『封神演義』                                                     |
| 牧野由依     | 『翼はいつまでも』                                                                   |
| 増田裕生     | 『ゼンダ城の虜』                                                                     |
| 松井茜       | 『ゼンダ城の虜』『スカラムーシュ』                                                   |
| 松金よね子   | 『ゴー・ゴー！チキンズ パート2』                                                     |
| 松野太紀     | 『ゲノム・ハザード』『しゃばけ』『封神演義』『ミヨリの森』『闇の守り人』             |
| 三石琴乃     | 『イーシャの舟』                                                                     |
| 三ツ矢雄二   | 『王女アストライア』                                                                 |
| 三村ゆうな   | 『5つの贈りもの』『一瞬の風になれ』『押入れのちよ』                                  |
| 三宅貴大     | 『僕たちの宇宙船』『双子島の秘密』                                                   |
| 宮坂俊蔵     | 『クラバート』                                                                       |
| 麦人         | 『カルパチア綺想曲』                                                                 |
| 村治学       | 『5つの贈りもの』『文学少年と運命の書』                                              |
| 目黒未奈     | 『文学少年と運命の書』                                                               |
| 森岳志       | 『世界の終りの魔法使い』                                                             |
| 森川智之     | 『トリガー』                                                                         |
| 矢尾一樹     | 『天使のリール』                                                                     |
| 安富史郎     | 『G戦場ヘヴンズドア』『僕たちの戦争』                                                |
| 八十川真由野 | 『あずかりやさん』                                                                   |
| 弥永和子     | 『小惑星美術館』                                                                     |
| 八奈見乗児   | 『封神演義』                                                                         |
| 山賀教弘     | 『白狐魔記 元禄の雪』『ハプスブルクの宝剣』『夜哭烏 羽州ぼろ鳶組』                   |
| 山崎和佳奈   | 『笑う20世紀』『ピーチ・ガイ〜ハリウッド・リメイク『桃太郎』〜』                     |
| 渡辺明乃     | 『二分間の冒険』『びりっかすの神さま』                                               |

| 青山恵子   | 『永遠の森 博物館惑星』                                                    |
| 犬塚あさな | 『元中学生日記』                                                           |
| 梅田彩佳   | 『ゴー・ゴー！チキンズ パート2』                                           |
| 鈴木蘭々   | 『ゴー・ゴー！チキンズ パート2』                                           |
| 近野莉菜   | 『ゴー・ゴー！チキンズ パート2」                                           |
| 仲野文梧   | 『スーツケース・キッド〜バイバイわたしのおうち〜』                         |
| 馬場睦子   | 『氷山の南』『カラー・ライフ』                                             |
| 藤井千夏   | 『窓辺には夜の歌』『哲ねこ七つの冒険』                                     |
| 藤江れいな | 『ゴー・ゴー！チキンズ パート2』『神南の母（ママ）の備忘録（メモワール）』 |
| 堀江美都子 | 『天体議会』                                                               |
| 前島亜美   | 『夜露姫』                                                                 |
| 水木一郎   | 『ゴー・ゴー！チキンズ』                                                   |
| 村田あゆみ | 『ゴー・ゴー！チキンズ』                                                   |
| 吉原雅斗   | 『元中学生日記』                                                           |

| 大水洋介     | 『夢巻』                         |
| 渋谷天外     | 『マナカナの大阪WORKERS』        |
| 住田隆       | 『ゼンダ城の虜』                 |
| せんだみつお | 『蒲生邸事件』                   |
| 飛永翼       | 『夢巻』                         |
| 鼠先輩       | 『ゴー・ゴー！チキンズ パート2』 |
| 福田薫       | 『六人の嘘つきな大学生』         |

| 加賀美幸子   | 『ドラマ古事記〜神代篇〜』       |
| 国木田かっぱ | 『UFOはもう来ない』              |
| 小塚舞子     | 『阪堺電車177号の追憶』          |
| 志生野温夫   | 『1985年のクラッシュ・ギャルズ』 |

| ジャガー横田 | 『1985年のクラッシュ・ギャルズ』 |
| ダンプ松本   | 『1985年のクラッシュ・ギャルズ』 |